# Khmers rouges
« Khmers rouges » (en khmer : Khmer Krahom, ខ្មែរក្រហម) est le surnom d'un mouvement politique et militaire cambodgien, ultranationaliste et communiste radical d'inspiration maoïste, qui a dirigé le Cambodge de 1975 à 1979.
Apparu sous une première forme en 1951, le mouvement cesse d'exister en 1999. Sa direction est constituée jusqu'en 1981 par le Parti communiste du Kampuchéa, dit également Angkar អង្ការ (« Organisation »). De 1962 à 1997, le principal dirigeant des Khmers rouges est Saloth Sâr, plus connu sous le nom de Pol Pot.
Les Khmers rouges prennent le pouvoir au terme de plusieurs années de guerre civile, mettant en place le régime politique connu sous le nom de Kampuchéa démocratique. Entre 1975 et 1979, période durant laquelle ils dirigent le Cambodge, leur organisation met en place une dictature d'une extrême violence chargée, dans un cadre autarcique, de créer une société communiste sans classes, ethniquement pure, purgée de l'influence capitaliste et coloniale occidentale ainsi que de la religion. Le régime décrète notamment l'évacuation de toutes les villes du pays, contraignant les populations citadines à travailler dans les campagnes, dans des conditions relevant de l'esclavage. Le Cambodge vit alors sous un régime d'arbitraire total.
Le régime khmer rouge s'est rendu coupable de nombreux crimes de masse, en particulier de l'assassinat de plusieurs centaines de milliers de Cambodgiens, selon les estimations minimales. Le Programme d'étude sur le génocide cambodgien de l'université Yale évalue le nombre de victimes à environ 1,7 million, soit plus de 20 % de la population de l'époque. Les dirigeants sont chassés du pouvoir au début de 1979 par l'entrée des troupes vietnamiennes du Cambodge qui libèrent la population des Khmers rouges. Ces derniers mènent ensuite une nouvelle guérilla, jusqu'à leur disparition à la fin des années 1990.

Drapeau du Parti communiste du Kampuchéa.

Drapeau du Kampuchéa démocratique.

## Appellations
Le nom de « Khmers rouges » recouvre, dans les faits, un ensemble de mouvements ayant connu différents noms officiels, mais ayant en commun la permanence, à partir du début des années 1960, d'un même noyau dirigeant. Le surnom « Khmers rouges » (c'est-à-dire « Cambodgiens communistes ») leur a été attribué par Norodom Sihanouk vers la fin des années 1950 et est utilisé couramment, en français, à travers le monde. Eux-mêmes n'utilisaient pas ce terme.
Pour ce qui est des dénominations officielles, le parti politique composant le noyau dirigeant s'est intitulé successivement Parti révolutionnaire du peuple khmer, puis Parti ouvrier du Kampuchéa, puis Parti communiste du Kampuchéa, cette dernière dénomination restant secrète jusqu'en 1977. Le terme Angkar padevat (« Organisation révolutionnaire ») ou simplement Angkar était utilisé pour désigner la direction du parti et, par extension, celle du mouvement, voire le mouvement dans son ensemble. Le parti a été remplacé en 1981 par le Parti du Kampuchéa démocratique. Le Parti de l'unité nationale cambodgienne, autre vitrine politique des Khmers rouges, a existé au début des années 1990.
Le régime politique au pouvoir de 1975 à 1979 portait le nom de Kampuchéa démocratique, nom ensuite revendiqué par le gouvernement khmer rouge en exil. Un organisme destiné à gérer l'ensemble des activités du mouvement a été créé en 1979, sous le nom de Front de la grande union nationale démocratique patriotique du Kampuchéa.
Sur le plan militaire, les forces armées khmères rouges ont successivement porté les noms d'Armée révolutionnaire du Kampuchéa (1968-1970, puis 1975-1979), Forces armées populaires de libération nationale du Kampuchéa (1970-1975), et enfin Armée nationale du Kampuchéa démocratique (en) (après 1979).
Au Cambodge même, la désignation « a-Pot » (terme péjoratif pouvant se traduire par « Polpotistes ») est couramment employée : ce fut notamment le cas sous le régime de la République populaire du Kampuchéa dont les dirigeants, eux-mêmes anciens Khmers rouges, tenaient à se démarquer du camp de Pol Pot.

## Naissance du mouvement

### Les communistes cambodgiens durant la guerre d'Indochine
Le premier avatar du futur mouvement khmer rouge apparaît lors du protectorat français. Durant la guerre d'Indochine, le Việt Minh réorganise ses alliés parmi les Khmers et les Lao dans le but de structurer les guérillas communistes locales. Chacun des mouvements indépendantistes des trois pays de l'Indochine française doit alors être doté d'un parti distinct du Parti communiste indochinois (PCI, fondé en 1930) et essentiellement formé de Vietnamiens. Le PCI devient, lui-même, le Parti des travailleurs du Viêt Nam. Le parti cambodgien est formé en 1951, sous le nom de Parti révolutionnaire du peuple khmer (PRPK). Il est placé sous la présidence de Son Ngoc Minh, chef du gouvernement indépendantiste cambodgien. À l'origine, le parti est destiné à constituer le noyau dirigeant de la tendance communiste des Khmers issarak.

### Formation politique en France
Une partie des futurs dirigeants khmers rouges effectuent, durant la guerre d'Indochine, leurs études en France. Membres de l'Association des étudiants khmers de France (AEK), présidée à partir d'octobre 1951 par le futur ministre Hou Yuon, ils se rallient progressivement à l'idéologie communiste. Lors d'une réunion à Sceaux, un groupe d'étudiants cambodgiens forme un « Cercle marxiste », placé sous la direction de Ieng Sary, assisté de Thiounn Mumm et Rath Samoeun. Le « Cercle marxiste », dont l'existence n'est pas publique, fonctionne comme un noyau dirigeant secret de l'AEK. Saloth Sâr (futur Pol Pot) le rejoint quelque temps après sa formation. Les étudiants communistes cambodgiens, parmi lesquels on trouve Son Sen et Khieu Samphân, étudient les textes de Karl Marx, Lénine ou Staline. Plusieurs d'entre eux, comme Saloth Sâr, Ieng Sary et Mey Mann, adhèrent au Parti communiste français. Ieng Sary rend la lecture de L'Humanité obligatoire au Cercle.

### Fin de la guerre d'Indochine
Saloth Sâr et Rath Samoeun reviennent en Indochine française en 1953 et rejoignent un camp Việt Minh. Les activités du Parti révolutionnaire du peuple khmer sont alors totalement contrôlées par les communistes vietnamiens, au point que les issarak communistes sont surnommés par les Français « Khmers Việt Minh ». Malgré la participation des Khmers issarak à la lutte indépendantiste, c'est finalement l'action du roi Norodom Sihanouk qui entraîne la reconnaissance par la France, à la fin 1953, de l'indépendance du royaume du Cambodge. À la fin de la guerre d'Indochine, les « Khmers Việt Minh », conformément aux accords de Genève, déposent les armes ou se réfugient au Nord Viêt Nam. Malgré la fin du mouvement Khmer issarak, le Parti révolutionnaire du peuple khmer continue d'exister au Cambodge mais doit limiter ses activités. Son Ngoc Minh résidant désormais à Hanoï, il est remplacé comme secrétaire général par Sieu Heng, mais le principal dirigeant du parti, en tant que responsable des zones urbaines, est Tou Samouth.

### Opposition à Norodom Sihanouk
La participation de quelques intellectuels dits « progressistes » aux gouvernements du royaume du Cambodge reste provisoire et symbolique, la vie politique du pays étant dominée par le Sangkum Reastr Niyum, mouvement initié par le roi (puis Premier ministre, puis chef de l'État à vie) Norodom Sihanouk. Les communistes cambodgiens, dont le parti demeure clandestin, ont pour vitrine légale le Pracheachon (littéralement Groupe du peuple), dirigé par Keo Meas. C'est durant les années 1950 que Sihanouk commence à utiliser l'expression « Khmers rouges » (reproduite en français dans le texte par les médias internationaux) pour désigner les communistes cambodgiens, par opposition aux « Khmers roses » du Parti démocrate, aux « Khmers bleus » réclamant la formation d'une république du Cambodge et aux « Khmers blancs » royalistes. Tout en se rapprochant progressivement, sur le plan international, du camp communiste et notamment de la république populaire de Chine, Sihanouk réprime l'opposition de gauche cambodgienne et compromet tout développement électoral des communistes locaux. Ieng Sary retourne au Cambodge en janvier 1957, laissant à Khieu Samphân la direction du Cercle marxiste, et retrouve un mouvement communiste khmer qui lui apparaît alors moribond. Khieu Samphân, revenu en 1959 au Cambodge, occupe un poste universitaire et dirige un hebdomadaire d'opposition de gauche, L'Observateur, ce qui lui vaut d'être passé à tabac en pleine rue par des hommes de main de l'appareil d'État. Le Pracheachon se présente à plusieurs scrutins électoraux, mais l'opposition à Sihanouk fait l'objet de mesures d'intimidation continuelles. Sieu Heng, le chef du PRPK, se révèle être en cheville avec le gouvernement et fait défection en 1959, rejoignant le camp de Sihanouk. Au printemps 1960, le PRPK adopte le nouveau nom de Parti ouvrier du Kampuchéa. Le secrétaire du parti, Tou Samouth, est suivi dans la hiérarchie par Nuon Chea, Saloth Sâr et Ieng Sary. C'est alors la première fois que les communistes cambodgiens choisissent eux-mêmes leur direction, en dehors de la tutelle de leurs alliés vietnamiens. Durant cette même période, et dans le cadre de sa politique neutraliste, Sihanouk confie des postes ministériels à des hommes de gauche, dont Khieu Samphân, Hou Yuon et Hu Nim, ignorant que ces trois derniers, qui jouissent d'un certain prestige, sont secrètement membres du parti communiste cambodgien.
À partir de 1962, la direction nationale du parti (dite également « Centre ») passe pour l'essentiel sous le contrôle des anciens étudiants parisiens. En juillet, Tou Samouth disparait, probablement arrêté, torturé et tué par des hommes du général Lon Nol, ministre de l'Intérieur de Sihanouk. Saloth Sâr est élu secrétaire général du parti pour le remplacer. Alors que Khieu Samphân, Hou Yuon et Hu Nim se sont résolus à coopérer avec Sihanouk pour tenter d'assainir la situation du Cambodge, allant jusqu'à adhérer au Sangkum Reastr Niyum, le futur Pol Pot est d'ores et déjà résolu à l'action violente.

## Passage à la clandestinité et guerre civile

### Réorganisation
Constatant leur manque de moyens sur le terrain politique légal, et craignant de devoir subir une répression accrue, les chefs du Parti prennent le maquis en 1963, rejoignant d'abord des bases tenues par le Front national de libération du Sud Viêt Nam (Việt Cộng). Ils y apprennent les fondements de la gestion politique de la population et du contrôle policier qu'ils allaient appliquer une fois au pouvoir. En 1964, Saloth Sâr obtient d'établir le camp des Khmers à l'écart de celui des Vietnamiens. À l'automne, le plénum du comité central du parti se réunit dans une forêt et établit une résolution approuvant « toutes les formes de lutte » contre le gouvernement de Sihanouk. Les communistes cambodgiens sont cependant en porte-à-faux avec les Vietnamiens, qui considèrent Sihanouk comme un « patriote » du fait de ses positions antiaméricaines. Entre avril 1965 et février 1966, Saloth Sâr et Keo Meas séjournent à Hanoï mais n'obtiennent pas le soutien espéré de la part de leurs alliés, qui leur conseillent de ménager Sihanouk. Saloth Sâr séjourne également à Pékin, en république populaire de Chine, en décembre 1965, et décide à cette occasion de se rapprocher des Chinois, dont il se sent politiquement et stratégiquement plus proche. Décidés à se débarrasser à terme de la tutelle vietnamienne, les dirigeants khmers rouges rebaptisent secrètement leur parti, en octobre 1966, du nom de Parti communiste du Kampuchéa, seuls les membres du Centre étant au courant de ce changement. La base khmère rouge est éloignée de celle des Vietnamiens, et les différents comités de zone du mouvement se livrent à des préparatifs en vue du passage à la lutte armée.
Dans le courant de 1967, Khieu Samphân, Hou Yuon et Hu Nim rejoignent le maquis. La plupart des observateurs et des acteurs politiques cambodgiens présument alors que les trois hommes, mystérieusement disparus, ont été tués par la police de Sihanouk et l'annonce de leur présence aux côtés des Khmers rouges passe, un temps, pour une manipulation : surnommés « les trois fantômes », Khieu Samphân, Hou Yuon et Hu Nim sont présentés comme les dirigeants du mouvement, auquel ils donnent une aura de respectabilité. Le vrai pouvoir demeure cependant entre les mains de Saloth Sâr, de Nuon Chea, de Son Sen et de l'entourage de ces derniers, qui demeurent éloignés du devant de la scène. Les Khmers rouges continuent de fonctionner selon une logique du secret, ne révélant ni l'identité de leurs véritables dirigeants, ni même l'existence du Parti communiste du Kampuchéa. Au sein du mouvement, le PCK est désigné sous le nom de l'Angkar, អង្ការ (« l'organisation »), et seul le petit cercle de ses dirigeants connaît sa véritable nature.

### Début de l'insurrection

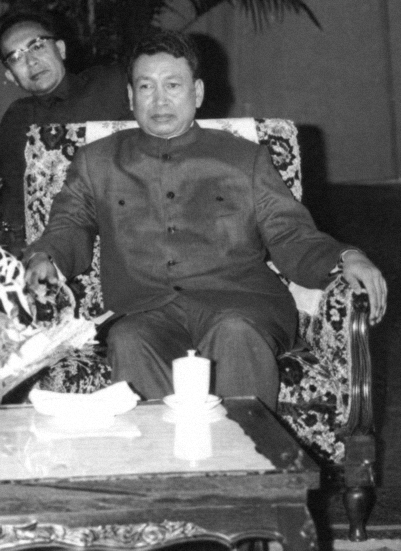
Saloth Sâr, alias Pol Pot, alias « Frère numéro 1 », ici en 1978.

Les troupes des Khmers rouges, baptisées du nom officiel d'« Armée révolutionnaire du Kampuchéa », lancent leur soulèvement proprement dit le 18 janvier 1968. Les premières opérations sont de petite envergure mais leur permettent de s'emparer d'armes. En février et mars, des soulèvements sont lancés dans plusieurs provinces du Nord et du Sud-Ouest. Le surnom de « Khmers rouges », qui désignait auparavant, de manière générique, les communistes cambodgiens dans leur ensemble, devient celui des insurgés. À travers tout le pays, dix mille villageois quittent leurs foyers pour rejoindre les rebelles. Les révoltés manquent cependant encore cruellement de moyens, notamment pour ce qui est des communications, et Lon Nol, rappelé par Sihanouk au poste de ministre de la Défense, puis de Premier ministre, applique contre eux une politique de la terre brûlée. Les chefs militaires khmers rouges comme Ta Mok dans le Sud-Ouest, ou So Phim dans l'Est, dont les zones d'opérations sont isolées les unes des autres, doivent agir indépendamment, attendre des mois leurs ravitaillements en armes et souvent se contenter d'effectuer des raids éclairs. À la fin 1968, les agissements des rebelles sont tout de même signalés dans douze des dix-neuf provinces du Cambodge.

### Alliance avec Norodom Sihanouk

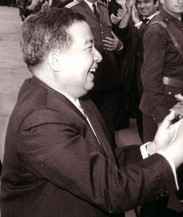
Norodom Sihanouk, ici en 1972, a réprimé les communistes cambodgiens avant de former une alliance avec eux pour reprendre le pouvoir.

Le 18 mars 1970, à l'instigation du prince Sisowath Sirik Matak et avec le soutien des États-Unis, Lon Nol dépose Norodom Sihanouk alors que ce dernier se trouve à Moscou, en Union soviétique. Sihanouk, en quête d'alliés, se rend en république populaire de Chine et diffuse sur Radio Pékin un message promettant de lutter pour la « justice ». Phạm Văn Đồng, Premier ministre du Nord Viêt Nam, se rend à Pékin et rencontre Sihanouk pour lui demander s'il est prêt à coopérer avec les Khmers rouges. Le 23 mars, Sihanouk se décide et annonce la formation d'un gouvernement en exil, le Gouvernement royal d'union nationale du Kampuchéa (GRUNK, dit également « Gouvernement royal d'union nationale du Cambodge », soit GRUNC), et d'un mouvement de guérilla, le Front uni national du Kampuchéa (FUNK), appelant les Cambodgiens à prendre les armes contre le régime de Lon Nol. L'appel de Sihanouk aurait auparavant été relu et légèrement corrigé par le Premier ministre chinois Zhou Enlai et par Saloth Sâr, qui se trouve alors à Pékin. Ce dernier cache sa présence et ne rencontre pas Sihanouk, se contentant de lui faire transmettre un message de soutien signé des « trois fantômes », Khieu Samphân, Hou Yuon, et Hu Nim, les chefs officiels. Proclamé le 5 mai, le Gouvernement royal d'union nationale du Kampuchéa, basé à Pékin, est reconnu par la Chine, la Corée du Nord, le Nord Viêt Nam, Cuba et quelques pays du tiers monde. Khieu Samphân, Hou Yuon et Hu Nim figurent dans la liste des ministres : le GRUNK compte ensuite un nombre croissant de ministres Khmers rouges, au gré de ses différents remaniements.
En mai 1970, les forces armées sont rebaptisées « Forces armées populaires de libération nationale du Kampuchéa » (FAPLNK). Au même moment, Saloth Sâr reprend la piste Hô Chi Minh pour rentrer au Cambodge. Pendant son absence, d'après le Livre noir du gouvernement du Kampuchéa démocratique édité en 1978, les Vietnamiens auraient essayé de négocier avec Son Sen et Ieng Sary un commandement militaire conjoint pour protéger le quartier général du Việt Cộng qui aurait été transféré à Kratie et de fournir une aide logistique sur les pistes qui partaient au sud du Viêt Nam, en échange d'une assistance militaire.
Pol Pot affirma en 1978 que le PCK avait rejeté la demande. Il affirma qu'en septembre, son quartier général avait été transféré plus à l'ouest, au Phnom Santhuk, dans la région de Kampong Thom, mais aussi plus près de Kratie et de la direction du Việt Cộng, ce qui accréditait la thèse qu'un commandement commun était en place. Ce point est renforcé par un témoignage d'un Khméro-Vietnamien recueilli une dizaine d'années plus tard qui affirmait que dans les forêts du Phnom Santhuk, outre l'entraînement au combat, il devait enseigner le khmer aux unités du FNL présentes, alors que les recrues locales apprenaient le vietnamien et participaient à des réunions dans cette langue.
En fait, au vu de la situation au Cambodge, le Nord Viêt Nam n'a aucune marge de manœuvre et soutient pleinement les Khmers rouges, auxquels il dispense armes et formations militaires, tout en occupant en leur nom des parties du territoire cambodgien.

### Mise en place d'un programme
En octobre, Vorn Vet participait à une formation politique de plusieurs jours. Un document saisi peu après à côté de Kratie semble provenir de cette session ; il préfigurait plusieurs mesures du Kampuchéa démocratique qui ne seront pas appliquées avant le retrait vietnamien en 1972. Le texte par exemple, feignait d'ignorer l'existence du FUNK et contenait un vibrant plaidoyer pour la lutte des classes, affirmant que le parti n'avait pas à répondre aux attentes des « capitalistes », mais à celles des paysans et des travailleurs. La seule référence au Viêt Nam était pour rappeler la nécessité de se « coordonner » pour lutter contre l'impérialisme tout en préservant l'autonomie de la partie khmère. D'autres passages laissaient augurer de la violence future des discours de Pol Pot sous le Kampuchéa démocratique. On y argumentait notamment sur la nécessité de détruire tout ce qui opprimait le peuple et partageait la société rurale en deux classes avec des tendances politiques distinctes qui ne sont pas sans rappeler les futurs peuple ancien et peuple nouveau. Enfin, le texte se concluait en décrivant la conduite exemplaire que se devait d'avoir tout bon révolutionnaire. Un autre fascicule intitulé Stratégie et politique rurales du parti mettait l'accent sur l'importance de la paysannerie dans la société cambodgienne et dont la révolution ne pouvait se passer. Le document déplorait que les fermiers soient privés de leurs « droits de vote, d'étudier, de lire des livres progressistes et de voyager librement pour gagner leur vie ». Tous ces droits seront oubliés cinq années plus tard, quand les dirigeants khmers rouges accéderont au pouvoir.
Dans les zones est, où les opuscules s'inspiraient des modèles vietnamiens, un tract intitulé Moralité des combattants révolutionnaires détaillait une liste en douze points proche de celle des communistes chinois. Le document insistait sur la nécessité d'aider la population locale dans ses tâches quotidiennes de manger et boire de « manière révolutionnaire » de s'abstenir de tout comportement déplacé avec les femmes et de prêcher une haine féroce de l'ennemi. En 1972, trois nouveaux points firent leur apparition, le premier demandant aux cadres de veiller à ce que la révolution soit menée sans rien attendre de l'étranger ; le second concernait la maîtrise des tâches immédiates alors que le troisième insistait sur le besoin de véhiculer une certitude quant à la justesse du combat et la victoire finale.
À partir du mois de mars, plus d'un millier de Cambodgiens réfugiés au Viêt Nam depuis les accords de Genève étaient rentrés pour prendre part à la guérilla. La plupart avaient été formés à l'école de l'amitié vietnamo-khmère à Hanoï où ils avaient suivi des cours de vietnamien, des études politiques et des périodes d'entraînement militaire. Les personnes qui suivaient ce cursus étaient de ce fait mieux armées pour le combat et la lutte révolutionnaire que ceux déjà sur le terrain ; cet aspect ne pouvait qu'alimenter un ressentiment qui allait bientôt s'exprimer avec violence.
Les rapatriés présentaient pour le PCK un mélange d'avantages et d'inconvénients. En effet, les forces sur le terrain, malgré ou à cause de leur accroissement spectaculaire, ne bénéficiaient que d'une instruction et d'un équipement sommaires et ne faisaient pas preuve d'une discipline à toute épreuve. Les nouveaux venus étaient de ce fait appréciés pour leur enseignement et leurs connaissances, mais les dirigeants les soupçonnaient de travailler pour Hanoï. Dans les années qui allaient suivre, ceux qui se conformaient aux discours de plus en plus antivietnamiens du comité central prenaient progressivement le pas sur ceux qui prônaient une coopération entre les deux guérillas. Dans ce contexte, les rapatriés figuraient en « bonne » place parmi les premières victimes des purges, d'abord secrètes, qui s'abattirent sur les maquis cambodgiens à partir de la fin de 1971.
En mars 1970, à la demande des Khmers rouges, le Nord-Vietnam lance une offensive contre l'armée cambodgienne. Ils ont rapidement envahi de grandes parties de l'est du Cambodge et ont remis les zones nouvellement conquises aux Khmers rouges. L'armée cambodgienne a été décimée et 40 % du territoire cambodgien était aux mains des communistes,. L'incurie du régime de Lon Nol, les graves difficultés économiques des paysans cambodgiens, et l'effet dévastateur des bombardements de l'US Air Force sur le pays, notamment à la frontière entre le Cambodge et le Viêt Nam, poussent un nombre croissant d'habitants des zones rurales à rejoindre les Khmers rouges. Le volume de bombes déversé à l'époque sur le Cambodge par l'aviation américaine est trois fois supérieur à celui lancé sur le Japon pendant la Seconde Guerre mondiale. Des centaines de milliers de Cambodgiens sont amenés à fuir leurs villages pour se réfugier dans les forêts : à la fin de 1970, environ un million de personnes vivent dans les zones cambodgiennes contrôlées par le Việt Cộng, les troupes nord-vietnamiennes et les Khmers rouges. En 1970 et 1971, les Khmers rouges servent surtout de force d'appoint aux communistes vietnamiens actifs au Cambodge. Avec l'arrivée de nouvelles recrues, leurs troupes gagnent notablement en importance, tout en devenant très disparates, et mêlent des combattants actifs depuis le début de la guerre civile à des paysans inexpérimentés.
En octobre, le Cambodge avait pris le nom officiel de République khmère. En novembre 1970, Saloth Sâr et Nuon Chea passent une semaine avec les responsables nord-vietnamiens pour la zone cambodgienne : ces derniers acceptent de retirer leurs cadres civils des « zones libérées » dès que possible pour laisser la place à des administrateurs khmers rouges, et d'accroître le rôle militaire de ces derniers au Cambodge.
En janvier 1971, le comité central du Parti communiste du Kampuchéa se réunit, en l'absence de Khieu Samphân, Hu Nim et Hou Yuon, et réorganise les zones administratives du mouvement, tout en établissant la nécessité de bonnes relations avec les Nord-Vietnamiens, tant qu'ils combattent un ennemi commun. Le Cambodge est ainsi divisé en six zones : les zones sud-ouest, est, nord-est, nord, nord-ouest, et une zone spéciale autour de Phnom Penh. Ta Mok, secrétaire de la zone sud-ouest, place les membres de sa famille (beaux-frères, fils, filles, gendres) aux postes-clés.
Le gouvernement royal d'union nationale du Kampuchéa, quant à lui, dirigé officiellement à Pékin par l'ancien Premier ministre de Sihanouk Penn Nouth, est totalement isolé de la réalité du terrain. Sihanouk ne reçoit que de rares messages, adressés par Khieu Samphân au nom de la « faction intérieure ». En 1971, Ieng Sary arrive à Pékin comme « représentant spécial de l'Intérieur », chargé d'assurer un lien avec les Chinois et les Vietnamiens et, d'après Sihanouk, de surveiller ce dernier.
En 1972, les troupes khmères rouges comptent environ 45 000 hommes, dont 10 000 unités de guérilla. La république populaire de Chine leur fournit de l'argent pour acheter des armes. En mai de cette année, Saloth Sâr réunit à nouveau le comité central après une tournée des « zones libérées » : une directive est adoptée, prévoyant un programme de collectivisation de l'agriculture, et la suppression du commerce privé. Le tiers de la population du Cambodge, soit plus de deux millions de personnes, vit alors sous le contrôle des Khmers rouges.
Les réformes ne sont pas appliquées partout avec la même célérité : les changements sont certainement les plus rapides dans le sud-ouest, commandé par un certain Chhit Chœun qui sera bientôt mieux connu sous le pseudonyme de Ta Mok, alors que les zones contrôlées par des anciens du parti communiste indochinois tels So Phim ou Non Suon semblent appliquer les consignes avec plus de modération. Dans la zone 25, près de Phnom Penh, par exemple, les cadres locaux demandent à leurs troupes de faire preuve d'internationalisme de discipline et d'éthique « révolutionnaire » tout en s'abstenant d'actes de vengeance ou de menaces contre les Vietnamiens. Au nord-ouest aussi, l'évolution est lente et l'ambiguïté est entretenue par des messages enjoignant d'aimer Sihanouk tout en se formant à la lutte des classes.

### Des premiers témoignages positifs
Trois ouvrages sur la vie dans les secteurs « libérés » sont écrits en 1972 et 1973 par des personnes extérieures au mouvement. Le premier fut rédigé par Serge Thion, un sociologue français qui a enseigné en 1969 dans un lycée de Phnom Penh et a coécrit en 1971 un ouvrage avec Jean-Claude Pomonti, correspondant local du Monde, une étude sur la politique cambodgienne. Déclaré persona non grata par la république khmère, il franchit clandestinement la frontière khméro-thaïe début février et rejoint une zone aux mains de la guérilla à une demi-heure de Phnom Penh. Il passe une dizaine de jours avec des rebelles dans les provinces de Kandal et Kampong Spoe. Son témoignage confirme que les Vietnamiens opèrent bien masqués, que Sihanouk reste populaire et que l'union dont se prévaut le FUNK n'est que de façade. Thion reporte ce que l'on veut bien lui montrer, mais il connaît suffisamment le Cambodge pour poser les bonnes questions et savoir interpréter les réponses et les non-dits. Il note également le faible crédit dont dispose le gouvernement de Lon Nol et que la fidélité aux idées révolutionnaires dépasse la dévotion habituellement observée dans les traditions khmères. Thion remarque également que les cadres locaux ont tendance à asseoir leur pouvoir en gagnant la confiance des populations locales plutôt que par la contrainte. De ce qu'il a vu, Thion paraît confiant quant à la suite du mouvement.
Deux mois plus tard, Ith Sarin, un jeune inspecteur des écoles de 29 ans, révolté par les abus de la République khmère, rejoint les maquis. Il est accompagné par un autre collègue du nom de Kuong Lumphon, lui aussi déçu par le régime de Lon Nol. Leur fuite a été organisée par les cellules clandestines du parti à Phnom Penh et ils passent neuf mois ensemble comme membres candidats du PCK dans la zone spéciale visitée auparavant par Thion. Sarin consigne son témoignage dans un petit livre en khmer intitulé ស្រណោះព្រលឹងខ្មែរ Sranos Proleung Khmer (« nostalgie de l'âme khmère »).
Les deux textes et le témoignage de Kuong Lumphon montrent que le Parti communiste du Kampuchéa est déjà bien structuré et respecté dans les campagnes autour de Phnom Penh. Ils décrivent également en détail le programme social khmer rouge. Beaucoup de ces points sont appréciés des rédacteurs, notamment la conduite exemplaire des cadres qui tranche avec celle des officiels de la République khmère. Les plus humbles sont alors prêts à bâtir une nouvelle société et à renier de vieilles traditions qui depuis des années n'ont engendré que mépris et oppressions à leur encontre.
Les deux Khmers suivent une formation politique de plusieurs semaines neuf heures par jour, avec des séances d'autocritique. Sarin est aussi témoin des diatribes de Hou Yuon contre la République démocratique du Viêt Nam et le Việt Cộng, appelés en privé amis numéro 7 par les cadres Khmers rouges, suivant un classement des puissances communistes où ils se sont octroyés la troisième place, la première étant dévolue à la république populaire de Chine et la seconde à l'Albanie. Yuon les accuse de dévaliser et piller les paysans, d'avoir exploité et escroqué les combattants khmers rouges et leurs dirigeants quand ceux-ci étaient faibles et désarmés.
Yuon affirme également que depuis le milieu de 1972, le Parti communiste du Kampuchéa revendique une certaine indépendance que les dirigeants de Hanoï et du Việt Cộng se doivent de respecter. En public, Hou Yuon et ses camarades se montrent moins loquaces sur le sujet, et ce n'est qu'en 1973, quand la plupart des troupes vietnamiennes se seront retirées, que les dirigeants khmers rouges commencent à les désigner sous la dénomination d'ennemis numéro un. En 1988, Sarin se rappelait que Ta Mok dans un discours interne recommandait d'éliminer secrètement les amis numéro sept chaque fois que c'est possible et que même Non Suon, pourtant un ancien du Parti communiste indochinois, tient lui aussi des propos viscéralement vietnamophobes en privé.
Sarin et Lumphon travaillent au bureau de l'information et de la culture de la région spéciale. Ce bureau est composé pour une grande partie d'anciens étudiants de Phnom Penh. Ils se sentent attirés par la rigueur, la noblesse des sentiments et l'égalitarisme qui se dégagent des discours, mais Sarin est aussi rebuté par la manière avec laquelle la révolution formate les personnes « comme des machines » et l'autorité sans limites du parti sur tous les aspects de la vie. Désabusé, il retourne à Phnom Penh en mars 1973. Les deux témoignages montrent que les idées et le mode de fonctionnement khmers rouges sont déjà plus qu'ébauchés à la fin de 1972. Les documents fournis aux cadres demandent de faire preuve de fierté, mais pas d'arrogance et abordent la division de la société khmère en strates ainsi que la lutte des classes qui doivent en découler. D'après Lumphon, les seules lectures mises à leur disposition sont des extraits du Petit Livre rouge de Mao Zedong, les Principes du léninisme de Joseph Staline et la revue mensuelle du Parti communiste du Kampuchéa. Le 30 septembre 1972, Sarin et Lumphon participent aux cérémonies commémorant le 12e anniversaire de la création du PCK. Sarin est atterré quand est déployé le drapeau du parti, un marteau et une faucille jaunes sur fond rouge. À part lui, peu font le rapprochement avec l'emblème de l'URSS, mais la plupart étaient surpris par le rituel et le respect qu'on leur demandait d'observer devant un simple drapeau. Quand le livre de Sarin paraît, en 1973, il ne suscita que peu d'intérêt dans la presse internationale, plus préoccupée par la crise constitutionnelle américaine qui s'envenime et qui a des répercussions en Indochine. Lon Nol, plus attentif, place Sarin sous surveillance et fait retirer le livre après qu'il s'est vendu à plusieurs milliers d'exemplaires. Interrogé en 1988 par David Porter Chandler, Sarin regrettera que son livre ait pu laisser penser que les dirigeants khmers rouges pouvaient conduire le pays avec intégrité et équité, mais à l'époque, il croyait dans les valeurs véhiculées par la rébellion. Il affirmera également que s'il avait pu prévoir l'oppression qui allait être la norme du Kampuchéa démocratique, il se serait sûrement abstenu de publier son témoignage.

### Radicalisation du mouvement
Dans le même temps, l'attitude du mouvement s'était nettement radicalisée après la réunion de mai 1972. Les musulmans chams de la zone gérée par Vorn Vet (ja) se voient interdire le port du costume islamique ; la propriété foncière et certaines possessions privées sont collectivisées ; les mariages luxueux sont interdits. L'idéologie s'oriente vers un désir de refaçonner toute la société cambodgienne sur le modèle de la paysannerie « authentique ». À la fin de 1972, trois des quatre divisions nord-vietnamiennes qui combattaient au Cambodge rentrent alors que la quatrième reste stationnée près de la frontière, vers Kampong Cham. Débarrassées d'une forme de tutelle, les troupes khmères rouges organisent des manifestations anti-vietnamiennes, démantèlent les groupes Khmers rumdo (« Khmers de libération ») qui soutiennent un retour au pouvoir de Norodom Sihanouk et « purgent » leurs effectifs des Khmers issarak rapatriés du Nord Viêt Nam. Quand les officiels de Hanoï demandent à Khieu Samphân des clarifications sur ces évènements, le vice-Premier ministre du Gouvernement royal d'union nationale du Kampuchéa répond qu'il s'agit probablement de manœuvres de désinformation de la C.I.A.. Au sud-est, des combats se développent entre Cambodgiens et Vietnamiens. Ailleurs on tente de saisir l'équipement des troupes du Việt Cộng qui se retirent. La réponse de Hanoï reste mesurée et il est demandé de ne répliquer qu'en cas de légitime défense.
William Shawcross a laissé entendre que les forces du PCK étaient désireuses de forcer le destin et d'obtenir la victoire dès 1973. Leur avance sur Phnom Penh est toutefois contrariée par les bombardements américains. Plus tard, Pol Pot réfutera cette hypothèse, assurant que l'armée avait opéré une progression constante. En 1976, Khieu Samphân affirmera de son côté que même les B-52 n'avaient pu avoir raison de leur puissance. Des sources américaines estiment par contre que les rebelles ont subi des pertes sévères, probablement près de 16 000 tués, soit plus de la moitié des troupes engagées sur ce front. Beaucoup perdent la vie dans cet assaut pour prendre la capitale qui se produit entre l'annonce de la fin des bombardements et le 15 août 1973, date de sa mise en application.
En mars 1973, Norodom Sihanouk et son épouse la reine Monique visitent la zone khmère rouge après être passés par la piste Hô Chi Minh, mais sont tenus à l'écart de la population. Le 20 mai 1973, les Khmers rouges commencent à appliquer dans les zones sous leur contrôle leur politique de collectivisation radicale, mise en place avec une rigueur particulière dans la zone nord. Si environ 25 % de paysans démunis y trouvent leur compte, le reste de la population est lésé, et environ 60 000 personnes fuient hors des zones khmères rouges. Dans le même temps, les cadres commencent à développer dans leurs séminaires une rhétorique xénophobe antivietnamienne, visant également « ceux qui ont des corps khmers et des esprits vietnamiens » (notamment les anciens Khmers issarak revenus de Hanoï). En 1973, le contrôle khmer rouge s'étend aux deux tiers du territoire cambodgien. Les hommes de Pol Pot refusent par ailleurs de se joindre au processus de départ négocié des Américains, défini par les accords de paix de Paris : irrité, le gouvernement du Nord Viêt Nam diminue son aide aux rebelles cambodgiens, mais perd par là même un moyen de pression sur eux.
En novembre 1973, des heurts opposent dans l'Est les Khmers rouges aux Khmers Rumdo (en) sihanoukistes ; l'année suivante, le front des Chams musulmans communistes est dispersé de la zone est, la seule à avoir autorisé une organisation cham autonome : les Khmers Sâr (ou Khmers blancs), pour l'essentiel des Chams communistes, pro-Sihanouk et provietnamiens, entrent alors en dissidence. En 1973, les forces khmères rouges procèdent dans leurs zones à des tueries massives pour imposer la nouvelle autorité, notamment dans la zone nord-est. Les membres des minorités ethniques formés à Hanoï sont victimes de purges. Plusieurs milliers de membres de groupes tribaux se rebellent et se réfugient à la frontière vietnamienne. Des cadres communistes d'ethnie lao sont exécutés. Une répression impitoyable est mise en place pour mater la rébellion dans l'est : So Phim, responsable de zone, a pour instruction de « torturer férocement » les chefs des insurgés.
Au début de 1974, les forces communistes veulent lancer leur offensive finale sur Phnom Penh. Le plan prévoit un blocus de la capitale destiné à la priver de nourriture et de munitions, d'affaiblir la résistance par des tirs de mortiers puis de déclencher l'assaut final. Pour ce faire, le PCK espère recruter, au besoin par la force, des troupes fraîches. En mars, quand ils prennent Oudong, l'ancienne capitale royale, ils déportent près de 20 000 personnes à la campagne, exécutent les « ennemis de classe » — les représentants du gouvernement et les enseignants qui n'avaient pas rejoint leur cause — et mettent les autres au travail.
En avril 1974, le comité central du Parti communiste du Kampuchéa envoyait à ses cadres un programme de résistance à long terme. Il comprenait deux phases. Dans la première, les cadres devaient expliquer simplement à la population sous leur contrôle les valeurs du socialisme et les comparer aux agissements du gouvernement de Lon Nol. Il fallait notamment demander au peuple d'avoir « un pistolet dans une main et une charrue dans l'autre ». Lors de la seconde étape, il convenait de rappeler que les Forces armées de libération nationale du peuple cambodgien (CNPLAF) luttaient pour un seul idéal, le socialisme, et que tout groupe prônant une autre politique devait être débusqué, car de tels individus étaient assimilés à des saboteurs désireux de créer « la dissension au sein du peuple cambodgien ». Au fur et à mesure que la stratégie khmère rouge se mettait en place, la nécessité d'un front uni et le besoin de faire jouer un rôle à Norodom Sihanouk et à ses partisans se faisaient moins sentir. Ces derniers, qui pensaient être protégés par leur participation à une coalition, furent, pour la plupart, arrêtés et condamnés à mort.

### Propagande des Khmers rouges
Les Khmers rouges souhaitaient rallier le plus de Cambodgiens possible à leur cause afin de former un régime communiste. Tout ceci part d'une idéologie sociopolitique, qui était très répandue en Europe de l'Est et dans l'échiquier asiatique de l'époque. Entre 1975 et 1979, les dirigeants khmers rouges nommèrent leur régime politique : le Kampuchea démocratique. Normalement une lutte de tous les instants contre les classes sociales, ce gouvernement deviendra une machine de propagande ne laissant aucune trace matérielle. Le parti utilisa différentes stratégies de communication persuasive pour parvenir à leurs fins. Les Khmers rouges ont apporté leurs propres modifications à la langue khmère afin d'avoir une influence psychologique sur la pensée de la population. En effet, le parti communiste souhaitait reconstruire la société de A à Z, en commençant par réformer la langue. Celle-ci était hiérarchisée, c'est-à-dire que les mots utilisés par les individus dépendaient de leur sexe et de leur classe sociale. Par exemple, le mot oui n'était pas le même chez les femmes que chez les hommes et chez le peuple et la famille royale. Une des originalités de cette langue est qu'elle comporte beaucoup de redondances et qu'une importance particulière est accordée aux adjectifs. Partant du fait que les Khmers rouges souhaitaient construire une société nouvelle, ils ont aboli la hiérarchisation de la langue, le peuple devenant ainsi une seule et même entité homogène. Chaque individu de la société civile se faisait appeler « mit », ce qui signifie « ami de tous », ce qui est parallèlement un des points centraux d'un régime communiste. Cette appellation alors nouvelle était une manière de propager leur idéologie dans l'esprit collectif du peuple et ainsi supprimer les barrières sociales existantes entre les individus. Les cadres, quant à eux, étaient appelés « bâng ». Seuls les plus hauts dirigeants du parti conservaient une certaine distinction hiérarchique, car on leur attribuait un numéro (bâng 1, bâng 2, etc.). On supprime également les adjectifs possessifs et les pronoms personnels de la langue, éliminant par le fait même la propriété privée (une des missions principales du parti communiste Angkar Padevat).
Au milieu du XXe siècle, Harold Lasswell a énoncé quelques principes pour un bon usage de la propagande. Sa théorie stipule que les messages doivent être simples, percutants et ciblés, des aspects pouvant se retrouver à l'intérieur des slogans créés par les Khmers rouges. Ceux-ci étaient répétés continuellement au peuple afin de les exalter et de les motiver. Ils appliquaient le principe khley, khloeum, khaing, à leur discours, c'est-à-dire, court, avec du sens et fort, donnant ainsi une ligne de conduite quotidienne au peuple. Les Khmers ont accordé une importance particulière aux slogans destinés aux enfants, puisque ceux-ci représentaient l'espoir de survie du régime à long terme. Des chansons et des slogans dénigrant la famille et valorisant Pol Pot et son gouvernement ont été appris aux jeunes, puisque ceux-ci étaient facilement influençables. Le niveau général de tension dans la population était très élevé et les individus étaient assez vulnérables. La propagande était d'autant plus efficace, puisqu'on faisait miroiter un avenir meilleur aux Cambodgiens pour qui le souvenir de la guerre d'Indochine était récent.
La propagande du parti était caractérisée par une absence d'écrits, d'affiches et de dépliants, contrairement à la propagande nazie initiée par Adolf Hitler. « Sans écrits, tout et n'importe quoi étaient transmis, interprétés, compris, retransmis ». Il était ainsi plus facile pour les Khmers rouges de se déresponsabiliser et de prétendre qu'ils ne jouaient pas un rôle dans la tournure dramatique des évènements. Puisqu'il n'y avait pas d'appui matériel à la propagande, il était relativement facile de ne pas laisser de traces.
Pour atteindre une société idéale à laquelle les Khmers rêvaient, ils ont aussi réformé la démocratie, pour parvenir à la démocratie véritable. Une liste d'obligations et d'interdictions a été publiée par le parti dans laquelle était stipulé, par exemple, qu'il était dorénavant interdit de s'exprimer librement et de contredire les idées d'Angkar, d'avoir une vie et une conscience personnelle et privée. La liste de contraintes se poursuit ainsi sur plusieurs lignes. Le Cambodge sous l'emprise des Khmers rouges était à la fois un camp de concentration et un hôpital psychiatrique à ciel ouvert. Personne n'échappait à l'emprise du parti révolutionnaire et à leur désir de créer une nouvelle société idéale.

### Victoire militaire des Khmers rouges

Carte de l'offensive finale des Khmers rouges vers Phnom Penh, en 1975.

L'intervention américaine au Cambodge pour tenter d'éradiquer la piste Hô Chi Minh qui permettait aux autorités communistes nord-vietnamiennes d'alimenter la guérilla du Việt Cộng au Viêt Nam du Sud en passant sur le territoire de la République khmère (bombardements qui s'intensifient jusqu'en août 1973) a contribué au renforcement du mouvement khmer rouge, dont les effectifs passèrent de 4 000 en 1970 à 70 000 hommes en 1975 et à leur prise du pouvoir. Henri Locard, par contre, pondère l'influence des bombardements sur cet accroissement spectaculaire et l'attribue plutôt à la prise de contrôle de la plupart des communes rurales par les troupes du Việt Cộng et à la demande faite aux différents chefs de villages de fournir un quota de recrues à titre de participation à la révolution.
En septembre 1974, les troupes de Lon Nol reprennent Oudong, mais le régime de la République khmère est alors à l'agonie. Les États-Unis cherchent avant tout à se retirer du bourbier de la guerre du Viêt Nam, alors que les Khmers rouges, en position de force, refusent toute négociation.
Au Nouvel An 1975, les troupes khmères rouges lançaient l'offensive sur Phnom Penh. Alors que les tirs d'artillerie sur la capitale duraient depuis bientôt un an, l'aéroport de Pochentong et la voie d'approvisionnement que constituait le Mékong étaient les principaux objectifs à neutraliser. Quelques mois plus tôt, le GRUNK avait signé un accord commercial avec la Chine. Pékin prêtait l'argent nécessaire à l'achat de mines, remboursable sur le produit des plantations d'hévéas qui devaient être nationalisées après la victoire. Ces mines avaient transité par la piste Hô Chi Minh et avaient été placées sur le Mékong au début de 1975, coupant la principale voie d'approvisionnement de Phnom Penh et rendant la capitale totalement dépendante du pont aérien américain, qui, seul, ne pouvait suffire à acheminer la totalité des ressources nécessaires.
Oudong est reprise le 25 février par les troupes de Ke Pauk et les forces khmères rouges s'avancent sur la capitale via plusieurs routes nationales. Le 1er avril, la ville de Neak Leung est prise, ouvrant la voie vers la capitale : Lon Nol prend la fuite le même jour. Les Khmers rouges se livrent alors à une course de vitesse pour prendre Phnom Penh avant que les troupes du Nord Viêt Nam et du Việt Cộng ne prennent Saïgon, pour des raisons de prestige politique, et pour éviter que les Vietnamiens n'aient la possibilité d'investir la capitale cambodgienne avant eux.
Le 4 avril, Chan Chakrey, chef militaire khmer rumdo et commandant de la 1re division de la zone est, reçoit du Centre l'instruction d'investir la capitale, puis d'en évacuer « provisoirement » la population ; il transmet ensuite l'information à Heng Samrin. Au sein de la direction des Khmers rouges, Hou Yuon se déclare hostile à ce plan ; Pol Pot l'accuse alors d'« oppositionnisme ». Peu après, Hou Yuon « disparaît » définitivement.
Le 17 avril, les troupes des Khmers rouges entrent dans Phnom Penh, treize jours avant la chute de Saïgon. Dans de nombreux endroits du pays, les Khmers rouges sont d'abord bien accueillis par la population locale, qui se réjouit de l'arrêt des combats et du retour à la paix. Ce même jour, Lon Non et Long Boret, deux des principaux dignitaires de la République khmère encore à Phnom Penh, sont exécutés sur la pelouse du Cercle sportif. Plusieurs centaines de personnes — des Français, mais aussi des gens de toutes nationalités — se réfugient à l'ambassade de France : on trouve parmi elles divers responsables du régime déchu, notamment le prince Sisowath Sirik Matak, instigateur du coup d'État ayant amené à la chute du régime de Sihanouk. Les Khmers rouges, informés de la présence des notables cambodgiens dans l'ambassade, exigent qu'ils leur soient remis. Sisowath et plusieurs autres dignitaires finissent par se rendre aux Khmers rouges, dans des circonstances controversées — selon certaines versions de l'affaire, l'ambassade les aurait tout simplement livrés aux révolutionnaires — et sont par la suite exécutés. Après trois semaines d'enfermement dans l'ambassade, la majorité des réfugiés, dont les derniers Français présents au Cambodge, sont évacués par convoi vers la Thaïlande,,.
À la mi-mai 1975, l'incident du Mayagüez, qui oppose les forces américaines aux Khmers rouges, est le dernier affrontement impliquant les États-Unis dans le théâtre d'opérations de la guerre du Viêt Nam prise au sens large.

## Au pouvoir

### Évacuation des villes
Les soldats khmers rouges qui entrent dans la capitale cambodgienne le 17 avril comptent notamment de jeunes adolescents, des paysans n'ayant jamais visité de ville, et des guérilleros ayant vécu durant des années dans la jungle. Les Cambodgiens ne connaissent le nouveau pouvoir que sous le seul nom d'Angkar, mot dont la plupart ignorent ce qu'il recouvre. Au moment de leur prise de pouvoir, l'appareil des Khmers rouges se compose d'environ 120 000 militants et sympathisants, pour la plupart très récents, dont une moitié de combattants.

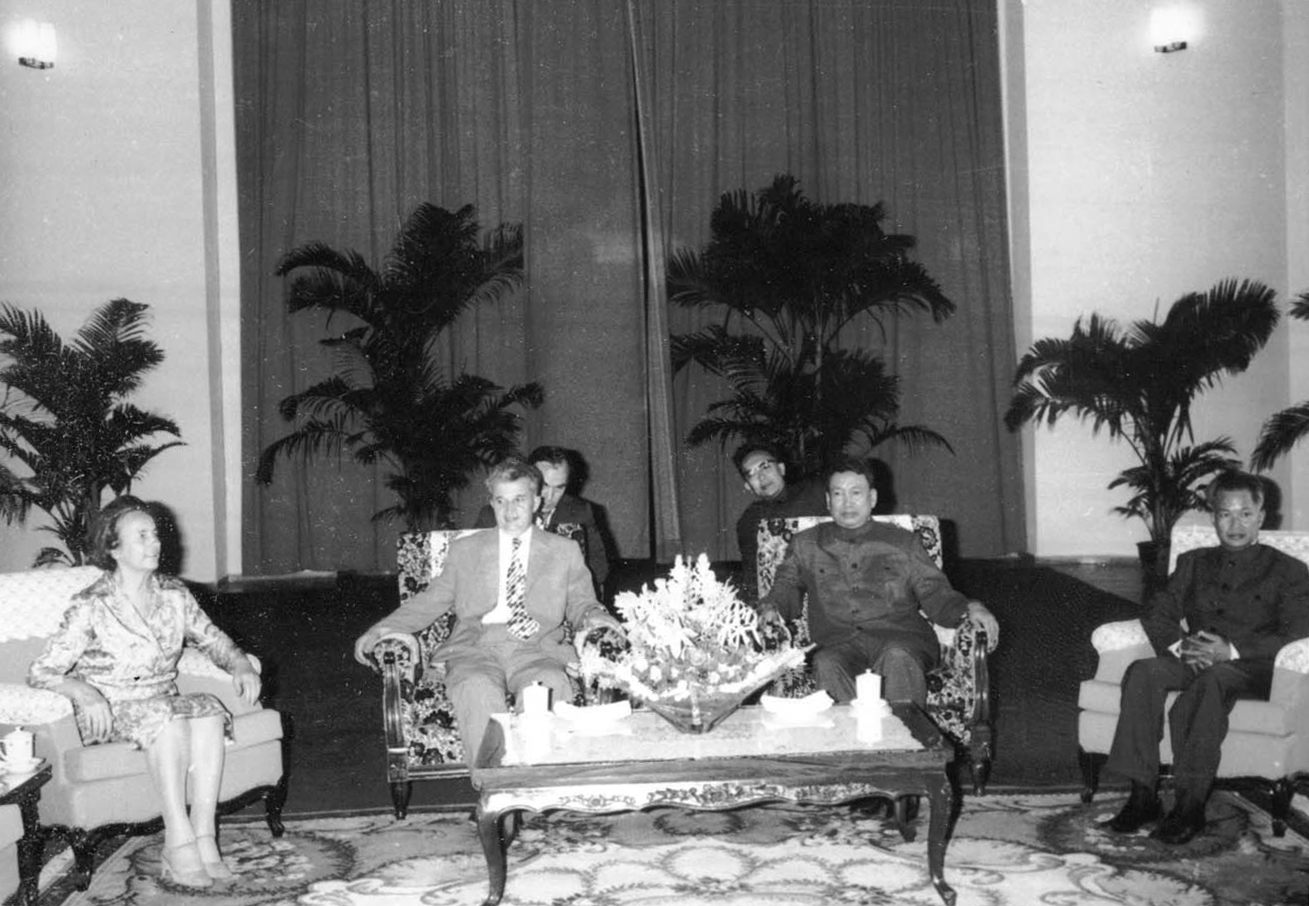
Pol Pot et Khieu Samphân, en compagnie de Nicolae Ceaușescu et de son épouse Elena, en 1978.

L'ordre d'évacuation de Phnom Penh est aussitôt mis à exécution, dans un climat de pagaille, accompagné d'accrochages entre diverses forces du FUNK (dont les sihanoukistes et les hommes de Hu Nim). Sous le prétexte d'un bombardement américain imminent (ces derniers avaient été nombreux sur la piste Hô Chi Minh qui longeait la frontière vietnamienne), les habitants de la capitale, au nombre d'environ deux millions, sont forcés d'abandonner « provisoirement », censément, pour quelques jours, leurs foyers et d'entamer sur les routes une marche vers les campagnes dans des conditions désastreuses,. Les malades sont sortis de force des hôpitaux pour accompagner le reste de la population. Plus de 10 000 personnes périssent des suites de l'évacuation de la capitale. Toutes les autres villes du pays sont évacuées dans les semaines suivantes au fur et à mesure de l'avancée des Khmers rouges. Kampong Som, principal port du pays, tombe le 18 avril, et est évacuée dans la foulée. Battambang est évacuée le 24. Les Cambodgiens refusant d'abandonner leurs maisons sont souvent abattus, ou tués dans la destruction de leurs logis. Outre les motifs idéologiques de « purification » de la population urbaine vue comme marquée par la « corruption » et la , l'évacuation des villes vise également à éviter toute contestation du nouveau régime par la société civile, tout en privant Sihanouk de sa base de soutien.

### Mise en place du régime
À partir du 20 mai et durant quatre jours, une conférence spéciale de l'organisation khmère rouge se tient dans la capitale désertée par ses habitants, sous la présidence de Nuon Chea et de Saloth Sâr qui se fait désormais appeler Pol Pot. Ce dernier définit - selon les rares témoignages existants de cette réunion, dont la plupart des participants ont ensuite été éliminés - un plan en huit points pour appliquer la politique du Centre dans tout le Cambodge. Il prévoit l'évacuation de toutes les villes, l'abolition de tous les marchés, la suppression de la monnaie du régime de Lon Nol et le retrait de la monnaie révolutionnaire tout juste créée par les Khmers rouges, la sécularisation de tous les moines bouddhistes et leur mise au travail dans les rizières, l'exécution de tous les dignitaires du régime de Lon Nol, la création dans tout le pays de coopératives avec repas communaux, l'expulsion de la minorité vietnamienne et l'envoi de troupes à la frontière orientale. Nuon Chea, principal orateur, souligne la nécessité de rendre les gens « purs », et de débusquer et tuer tous les « espions ». Le reste du monde est largement privé d'informations sur ce qui se passe au Cambodge, et ignore qui sont les véritables nouveaux dirigeants du pays. En juillet, les forces armées du nouveau régime reprennent le nom d'Armée révolutionnaire du Kampuchéa, chaque responsable de zone remettant officiellement son autorité entre les mains du Comité central.
Ce n'est que plusieurs mois après leur prise de pouvoir que les Khmers rouges entreprennent de constituer un embryon de gouvernement. Officiellement, le Gouvernement Royal d'Union Nationale du Kampuchéa est toujours dirigé par Penn Nouth, et Norodom Sihanouk est chef de l'État, mais les deux hommes se trouvent encore à Pékin. En septembre 1975, Sihanouk séjourne à Phnom Penh durant trois semaines, est reçu avec tous les égards, et repart satisfait. Il défend le nouveau régime en octobre devant l'Assemblée générale des Nations unies. Le 9 octobre, le comité permanent du PCK se réunit et proclame un gouvernement, au sein duquel Pol Pot est chargé des questions militaires et de l'économie, Khieu Samphân étant « responsable du Front et du gouvernement royal ». So Phim et Chan Chakrey ne se voient pas attribuer de postes. Le 31 décembre, Sihanouk revient à nouveau au Cambodge, et se rend cette fois compte de la gravité de la situation. Virtuellement prisonnier, il préside le 5 janvier 1976 le conseil des ministres qui promulgue officiellement la constitution du nouveau régime, le Kampuchéa démocratique. Début mars, Sihanouk remet sa démission, mais le Centre n'en tient pas compte, préférant attendre que soient organisées le 20 mars les élections du nouveau parlement, l'Assemblée des représentants du peuple cambodgien. Le 2 avril, la demande de démission de Sihanouk est rendue publique. Le 10, l'Assemblée se réunit et élit Nuon Chea à sa présidence et Ta Mok à sa vice-présidence. Un véritable gouvernement est ensuite formé : le 14 avril 1976, Pol Pot, se résolvant enfin à sortir de l'ombre, est nommé Premier ministre par le parlement. Vorn Vet est vice-Premier ministre chargé de l'économie, Ieng Sary des affaires étrangères, et Son Sen de la défense nationale. Khieu Samphân remplace Norodom Sihanouk comme chef de l'État, avec le titre de Président du Presidium. Sihanouk est mis en résidence surveillée.

### Collectivisation et déportations
L'Angkar met en place un système de purges visant des catégories sociales données. Plus de mille Cambodgiens expatriés, intellectuels et membres de professions libérales, revenus au pays après la révolution, sont considérés comme suspects du fait de leur statut social, et envoyés en camp de travail,. La population cambodgienne est divisée en plusieurs groupes : les anciennes élites du régime de Lon Nol, et ses partisans réels ou supposés deviennent les « déchus », ou le « peuple ancien » ; les habitants des régions prises en 1975 deviennent le « peuple nouveau », ou les « candidats » (à un statut de citoyen). Les seuls citoyens de « plein droit » se trouvent dans le « peuple de base », soit les habitants des zones tenues depuis plusieurs années par les Khmers rouges. Jusqu'en avril 1975, la plus grande partie de la population des zones khmères rouges est organisée en « groupes d'entraide mutuelle » (krom provas dai), soit des unités agricoles de dix à quinze personnes. À partir de mai 1973, puis après la victoire, la plus grande partie des krom sont regroupés en coopératives de niveau intérieur (sahakor kumrit teap) regroupant plusieurs centaines de personnes, ou un village entier. Des repas communautaires sont instaurés pour les paysans, et la vie de famille fait l'objet de restrictions rigoureuses, privant les Cambodgiens de toute intimité. Les paysans sont dépossédés de leurs terres, accaparées par l'État, des liens de famille traditionnels et de la religion. La région 33 dans la zone sud-ouest, l'un des sanctuaires les plus durs de la zone khmère rouge pendant la guerre de 1970-1975, est régie par un système d'espionnage et de terreur : les anciens soldats de Lon Nol et les « riches » sont abattus. Le flux de citadins déportés dans les campagnes pose de graves problèmes à l'équilibre de la vie rurale : dans la zone nord-ouest, 210 000 nouveaux venus s'ajoutent aux 170 000 habitants d'origine. Les Khmers rouges font tout pour segmenter la situation, et dresser le « peuple de base » contre le « peuple nouveau ». Seuls les anciens ont le droit de cultiver un lopin privé. De plus, au bout de quelques mois, les nouveaux ruraux doivent subir de nouvelles déportations.
Le régime du Kampuchéa démocratique cherche à rééduquer l'ensemble de la population pour détruire l'idée de propriété privée et tous les repères culturels rappelant l'ancienne société. En 1976-1977, avec la collectivisation forcée et brutale, l'alimentation de la population dans des cantines communes est définitivement mise en place pour assurer l'égalité des rations - chose qui ne fut généralement pas respectée. L'agriculture est totalement désorganisée par les transferts de population, la situation étant encore aggravée par l'incompétence du gouvernement en matière d'infrastructures. Un système d'autarcie régionale est mis en place, et le régime fixe des objectifs irréalistes de rendement de trois tonnes de paddy par hectare. Le pays souffre bientôt d'une famine généralisée, dont le régime fait consciemment usage pour mieux asservir la population. Les liens familiaux traditionnels sont détruits : on retire aux maris l'autorité sur leurs femmes et aux parents celle sur leurs enfants, ces derniers faisant l'objet d'une éducation en commun. Les Cambodgiens n'ont droit à aucune vie privée, à aucune liberté de conscience. Les moindres manquements dans le travail forcé peuvent être punis de mort. L'arbitraire des sanctions est total, le régime khmer rouge n'ayant aucun appareil judiciaire.

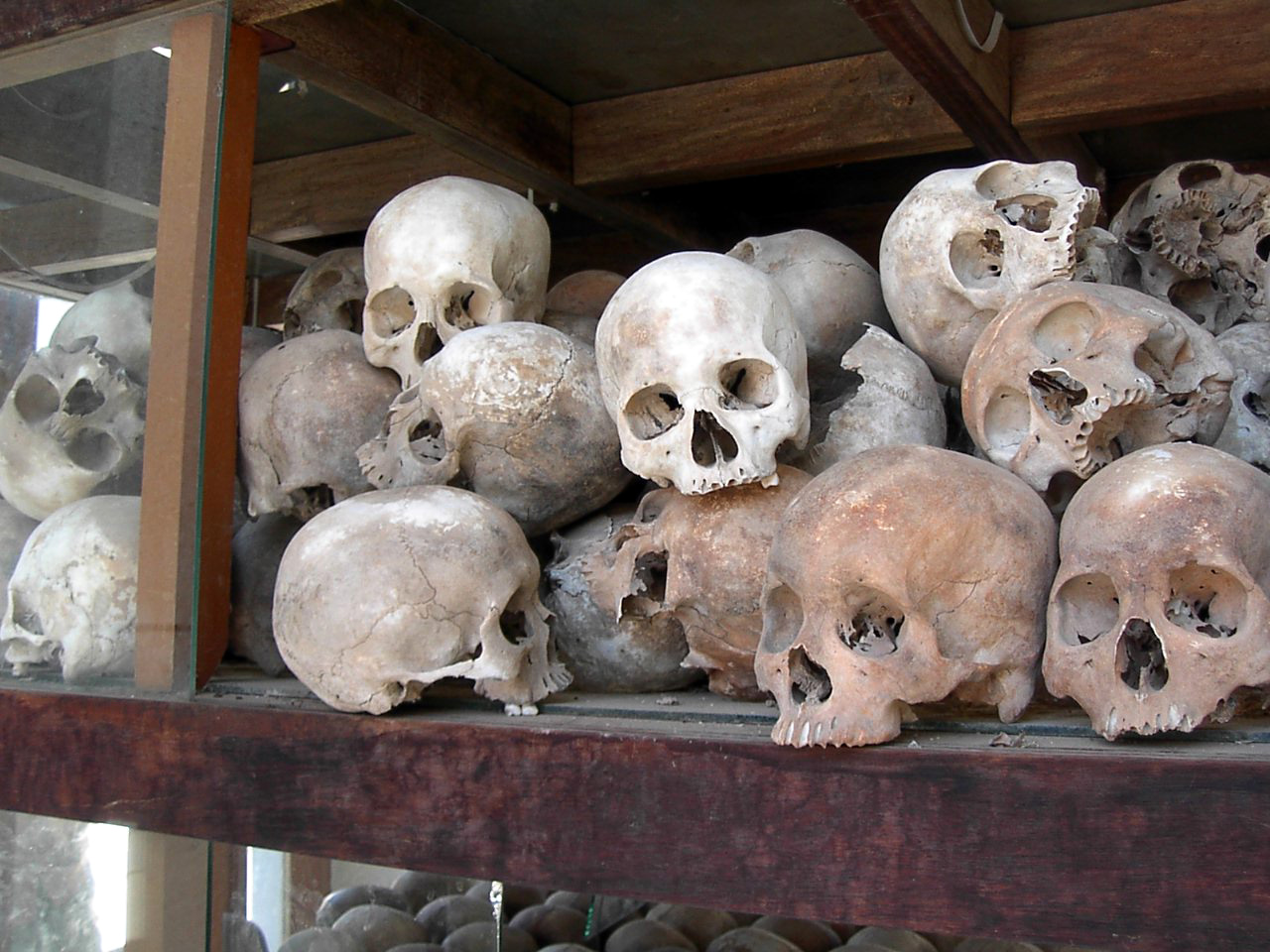
Les massacres ont laissé derrière eux de nombreux charniers dont les restes sont rassemblés dans des mausolées comme à Choeung Ek, devenu un lieu de commémoration des crimes des Khmers rouges.

### Massacres et persécutions raciales
L'épuration est menée par la police secrète khmère rouge, le Santebal. Le Kampuchéa démocratique n'a officiellement pas de prisons, mais les « centres de rééducation » se multiplient à travers le pays. Des Cambodgiens y sont incarcérés sous les prétextes les plus variés, allant du délit de droit commun à la dissidence politique réelle ou supposée, en passant par les relations sexuelles hors mariage. Les prisonniers des centres sont détenus dans des conditions abominables, et régulièrement soumis à la torture, pour être amenés à confesser des délits imaginaires. La durée de survie des détenus n'excède généralement pas trois mois. Le plus célèbre, mais pas forcément le plus meurtrier, de ces centres de détention est l'ancien lycée de Tuol Sleng, désigné sous le code S-21 et dirigé par Kang Kek Ieu, alias Douch : environ 20 000 personnes y périssent. Des exécutions en masse sont réalisées, ce qui donne lieu à de nombreux charniers répartis à travers tout le pays, comme celui de Choeung Ek près de Phnom Penh. La zone est du pays, qui compte 1,7 million d'habitants à la mi-1976, dont 300 000 « peuples nouveaux », est le secteur le moins pénible, les Khmers rouges s'y montrant moins brutaux qu'ailleurs et les exécutions étant nettement moins nombreuses. En 1977, cependant, la situation alimentaire s'y dégrade. Le Centre affirme par contre son contrôle direct sur la zone nord-ouest, où les purges, puis les attaques contre les populations ordinaires se multiplient en 1977. Les ex-citadins sont arrêtés et « disparaissent » en grand nombre, les rations alimentaires réduites et la population affamée. Ieng Sary, Ieng Thirith et Pol Pot jouent un rôle clé dans le durcissement politique et les purges : durant l'été 1977, quarante responsables de la zone nord-ouest sont arrêtés. Les purges désorganisent gravement la production de riz, et la mortalité est élevée, y compris dans le sud-ouest dirigé par Ta Mok. L'oppression et l'arbitraire règnent dans le Kampuchéa démocratique.
Le nombre total de victimes du Kampuchéa démocratique reste sujet à débat, les estimations variant entre 740 000 et 2 200 000 morts, sur une population d'environ 7 890 000 habitants. Ces chiffres prennent en compte les massacres, les exécutions, les victimes de la famine provoquée et entretenue par l'incompétence du régime, ainsi que les persécutions et massacres dont font l'objet certaines ethnies tels les Chams ou les personnes d'origine vietnamienne,. Lors du procès de Khieu Samphan et Nuon Chea, un témoin Cham évoque un acte de cannibalisme : « Les Khmers rouges ont demandé à une femme de se déshabiller. Ils l'ont ensuite coupée en morceaux. Il y avait du sang partout. Ils lui ont ensuite retiré le foie et l'ont cuit pour en faire leur repas ». Les Khmer Krom, ainsi que les minorités thaïe et lao sont également victimes de tueries perpétrées par les forces de sécurité de la zone sud-ouest. Pol Pot, par la suite, ne reconnaît que « quelques milliers » de victimes dues à « des erreurs dans l'application de notre politique consistant à donner l'abondance au peuple », tout en chiffrant par ailleurs à 600 000 le nombre de victimes de la guerre civile.
La vie interne du régime du Kampuchéa démocratique et du mouvement khmer rouge est aussi marquée par les purges à l'intérieur de l'appareil : arrestations et exécutions se succèdent, sans le moindre procès. En avril 1976, Chan Chakrey, ancien responsable militaire de la zone est, mène un soulèvement armé à Phnom Penh : il est arrêté et envoyé à Tuol Sleng, où il périt le mois suivant. Les partisans de Sihanouk sont victimes de purges, de même que les anciens Khmers issarak jugés trop proches des Vietnamiens. Puis c'est Keo Meas, no 6 dans la hiérarchie du Parti communiste du Kampuchéa, qui est arrêté en septembre 1976 ; lui aussi meurt en captivité à Tuol Sleng. En juillet 1977, c'est le tour de Hu Nim. En avril-mai 1978, la purge de la zone est, géographiquement proche du Viêt Nam et dont le chef, So Phim, s'est bâti un solide pouvoir personnel, est lancée. Les troupes de Ke Pauk et de Son Sen attaquent la zone : So Phim se suicide, et la division de Heng Samrin est dispersée ; de violents combats ont encore lieu en juin et en juillet, et la population locale est évacuée. Son Sen assume ensuite la direction de la zone est, dont de nombreux cadres, parmi lesquels Heng Samrin et Hun Sen, ne doivent leur salut qu'à la fuite. Plusieurs milliers de déportés de l'est sont massacrés dans le nord-ouest dans le courant de 1978. Vorn Vet, vice-Premier ministre chargé de l'économie, meurt à Tuol Sleng en 1978.

### Début des hostilités avec les Vietnamiens
Dès mai 1975, des heurts frontaliers se produisent avec le voisin vietnamien, les Khmers rouges ayant notamment des visées sur la Cochinchine (Kampuchéa Krom pour les Cambodgiens), considérée par les Khmers comme le berceau historique de leur peuple. La volonté du Viêt Nam d'assurer le leadership des pays de la région accroît encore les tensions. À la mi-1977, les troupes khmères rouges effectuent plusieurs incursions en territoire vietnamien, tuant plusieurs centaines de civils : les troupes vietnamiennes ont l'ordre de ne pas contre-attaquer. Le Kampuchéa démocratique refuse, la même année, de signer avec Hanoï un « traité d'amitié et de coopération » comparable à celui conclu avec le Laos. Le gouvernement vietnamien est également inquiet de voir le Cambodge se rapprocher de la république populaire de Chine. À l'été 1977, Lê Duẩn et le bureau politique du Parti communiste vietnamien décident d'intervenir militairement contre les Khmers rouges. Une brève incursion sur le territoire cambodgien a lieu entre le 31 décembre 1977 et le 6 janvier 1978 : lors de leur retrait, 300 000 Cambodgiens en profitent pour quitter le pays dans le sillage des troupes vietnamiennes. Tandis que le gouvernement khmer rouge dénonce la razzia de ses citoyens, les Vietnamiens affirment que les Cambodgiens se sont réfugiés d'eux-mêmes. En 1978, l'hostilité entre le Cambodge et le Viêt Nam atteint son paroxysme : aux appels à la haine raciale contre les Khmers et les métis succèdent, au Cambodge, les exécutions systématiques des gens « à l'esprit vietnamien dans un corps khmer ». Environ 200 000 personnes semblent avoir trouvé la mort durant l'année 1978 dans des massacres où Ke Pauk et Ta Mok paraissent avoir joué un grand rôle. De leur côté, les Vietnamiens se préparent à engager les hostilités et établissent également des camps d'entraînement pour les réfugiés khmers.

## Chute du régime
Tandis que les hommes de Pol Pot multiplient les purges internes, les Vietnamiens se préparent méthodiquement au combat, et importent massivement des armes depuis l'URSS. La radio vietnamienne révèle au monde les atrocités khmères rouges et appelle les Cambodgiens au soulèvement. Le 2 décembre 1978, soixante-dix cadres et officiers dissidents, soutenus par le Viêt Nam où ils sont formés et encadrés par Lê Đức Thọ, fondent le Front uni national pour le salut du Kampuchéa (FUNSK), dont Heng Samrin prend la direction.
Le 25 décembre 1978, l'Armée populaire vietnamienne pénètre au Cambodge et démantèle en moins d'une semaine la défense mise au point par Son Sen. Pol Pot, au début du conflit, s'absorbe dans des activités de routine. Le 1er janvier 1979, le gouvernement du Kampuchéa démocratique commence à planifier son évacuation.
Norodom Sihanouk est tiré de sa résidence surveillée pour rencontrer Pol Pot : le dirigeant khmer rouge aurait tenu au prince, selon le témoignage de ce dernier, un discours délirant en se déclarant convaincu de remporter la victoire sur l'armée vietnamienne, grâce au soutien du peuple cambodgien ; il prône également le retour à la guérilla, pour entraîner les Vietnamiens dans un bourbier. Sihanouk est ensuite évacué vers Pékin avec son épouse. Ta Mok est le dernier dirigeant khmer rouge à quitter la capitale. Le 7 janvier 1979, les premiers blindés vietnamiens pénètrent dans Phnom Penh désertée par ses défenseurs. Quatre jours plus tard, le régime provietnamien de la République populaire du Kampuchéa est proclamé, avec Heng Samrin comme président et le jeune Hun Sen comme ministre des Affaires étrangères.
Malgré la peur de la domination vietnamienne traditionnellement ancrée dans les esprits cambodgiens, l'armée de Hanoï est aidée par les nombreuses défections de militaires khmers rouges, et accueillie avec soulagement par la population. La direction des Khmers rouges se replie le long de la frontière thaïlandaise : le général Kriangsak Chamanan, Premier ministre de la Thaïlande, s'inquiétant de la progression du poids politique vietnamien dans la région, laisse les hommes de Pol Pot trouver refuge sur son territoire. À Pékin, Ieng Sary est reçu par Deng Xiaoping, puis par Hua Guofeng, qui lui reprochent les erreurs stratégiques et annoncent leur souhait de voir les Khmers rouges renouer avec Sihanouk. La Thaïlande accepte de son côté de laisser la république populaire de Chine soutenir les Khmers rouges transitant sur son sol en échange de l'arrêt de l'aide chinoise à la guérilla du Parti communiste thaïlandais. Dès le 16 janvier 1979, la radio des Khmers rouges, La Voix du Kampuchéa démocratique, recommence à émettre, cette fois à partir du sud de la Chine. Le 17 février 1979, la Chine procède à une invasion du nord du Viêt Nam dans le but proclamé de donner une leçon aux Vietnamiens. L'opération s'avère finalement plus difficile que prévu, et échoue à forcer le retrait des unités vietnamiennes du Cambodge ; les troupes chinoises se retirent du Viêt Nam à la mi-mars,. En août 1979, Pol Pot et Ieng Sary sont jugés par contumace, dans un procès considéré comme « stalinien » par la communauté internationale, et condamnés à mort pour « génocide »,.
Au sein du nouveau régime de la République populaire du Kampuchéa, aucune épuration des cadres de l'administration du Kampuchéa démocratique n'a lieu. Au contraire, de nombreux anciens cadres intermédiaires du régime khmer rouge, niveau auquel ont été commis les crimes les plus arbitraires, se voient confier des responsabilités dans l'administration du nouveau régime, éventuellement après une brève période de « rééducation ». Dans les années qui suivent le renversement de Pol Pot, les anciens Khmers rouges dissidents sont même préférés par les Vietnamiens aux « Khmers Việt Minh » revenus d'Hanoï. Dès la fin 1981, le Premier ministre Pen Sovan, représentant de cette dernière tendance, est évincé. Plusieurs raisons sont avancées pour expliquer cette préférence accordée par les Vietnamiens aux Khmers rouges dissidents : ceux-ci se seraient montrés moins sensibles à la corruption financière que les anciens Khmers issarak ; ces derniers, ayant généralement vécu des années au Viêt Nam, auraient eu une meilleure connaissance des réalités politiques vietnamiennes et par conséquent une plus grande capacité de tenir tête à leurs protecteurs ; enfin, les Khmers rouges dissidents, ayant le plus à perdre d'un retour de Pol Pot, auraient été jugés plus dociles.

## Retour à la guérilla

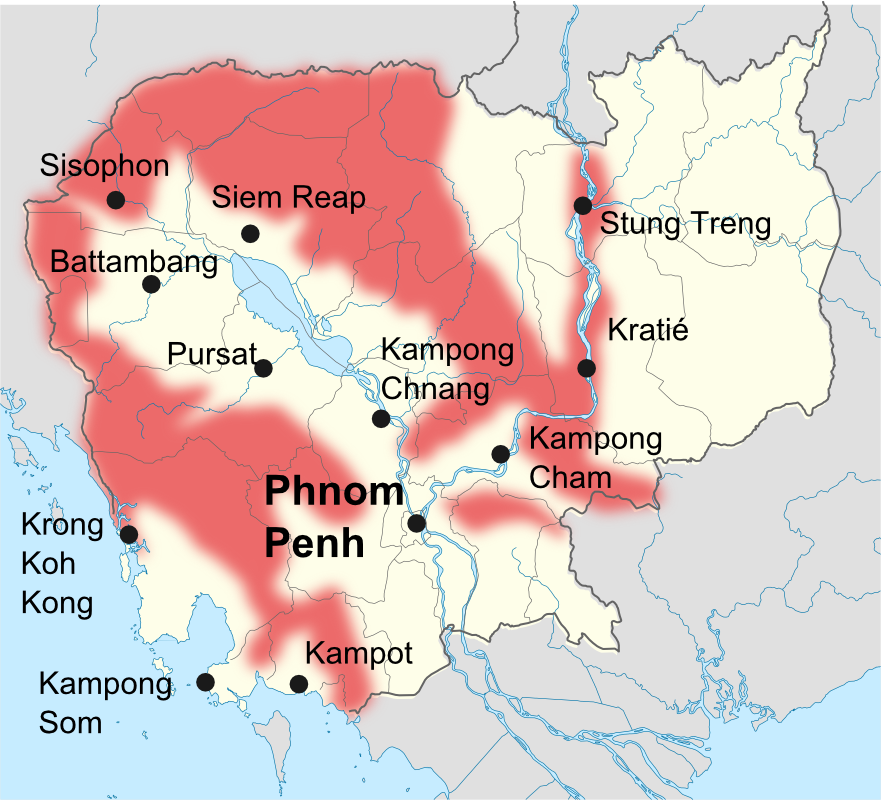
Carte des zones d'activités des Khmers rouges en 1989-1990.

### Survie du mouvement
Si la république populaire de Chine se contente d'une opération ponctuelle contre le Viêt Nam, elle s'engage par contre dans une hostilité de longue haleine à l'égard du régime de Hanoï, qui bénéficie pour sa part du soutien de l'URSS. La situation des populations cambodgiennes est dramatique : de cent mille à trois cent mille réfugiés civils se massent dans des camps à la frontière thaïlandaise, sur une zone d'environ trente kilomètres. De son côté, Norodom Sihanouk, après son passage à Pékin, se rend à l'ONU, où il se fait l'avocat du Kampuchéa démocratique et dénonce l'invasion vietnamienne de son pays.
Durant l'été 1979, profitant de la mousson qui gêne la circulation des troupes vietnamiennes, les Khmers rouges se réorganisent dans le but de lancer des offensives, rebaptisant leurs forces armées du nom d'Armée nationale du Kampuchéa démocratique. En juillet, Pol Pot installe son nouveau quartier général, le Bureau 131, sur le flanc du mont Thom. Les Khmers rouges bénéficient de l'assistance des forces spéciales thaïlandaises ; la Thaïlande assure la formation et le recrutement de diverses forces armées khmères sur lesquelles elle compte en cas d'invasion vietnamienne. Politiquement, les Khmers rouges sont renforcés par un vote de l'Assemblée générale des Nations unies, qui décide en novembre 1979 de faire siéger la délégation du gouvernement en exil du Kampuchéa démocratique, et d'exclure la République populaire du Kampuchéa provietnamienne. Les Khmers rouges réorganisent en outre leur mouvement pour le rendre plus présentable. En septembre 1979, Khieu Samphân prend la tête d'un nouvel organisme tenant lieu de gouvernement en exil, le Front de la grande union nationale démocratique patriotique du Kampuchéa (FGUNDPK), tandis que Pol Pot se contente du rôle plus discret de commandant des forces armées et ne fait plus aucune apparition publique à partir de 1980.

### Nouvelle alliance avec Sihanouk
La révélation, par les Vietnamiens, des atrocités commises par les Khmers rouges, a gravement entaché leur légitimité : afin de les rendre plus présentables aux yeux de l'opinion publique internationale, la République populaire de Chine les incite à s'allier à nouveau avec Norodom Sihanouk, personnalité plus acceptable pour les Occidentaux. Malgré les pressions chinoises et l'accord de Pol Pot, Sihanouk refuse d'abord le poste de chef de l'État du gouvernement en exil, plusieurs de ses enfants et petits-enfants ayant disparu entre 1975 et 1979 ; puis, en 1981, constatant que les Khmers rouges résistent aux offensives des Vietnamiens pour les déloger de leurs bastions, il accepte de pactiser à nouveau avec eux pour ne pas disparaître du jeu politique et conserver une chance de revenir au pouvoir, tout en jugeant cette alliance « ignominieuse ». Le 4 septembre 1981, Sihanouk, Khieu Samphân et Son Sann publient une déclaration commune annonçant la formation d'un gouvernement de coalition pour libérer le Cambodge des « agresseurs vietnamiens ».
Dans les camps de réfugiés cambodgiens, la situation demeure critique. Les conditions alimentaires du pays ne s'étant pas améliorées, aux personnes ayant fui l'invasion s'ajoutent avec le temps celles qui tentent de se soustraire à la famine. Des mouvements de résistance à l'occupation vietnamienne se forment et se renforcent, accueillant une majorité de Khmers rouges. Ils doivent cependant partager l'autorité sur les réfugiés avec le Front national de libération du peuple khmer (FNLPK), fondé en 1979 par l'ancien Premier ministre Son Sann, puis surtout avec le Front uni national pour un Cambodge indépendant, neutre, pacifique et coopératif (FUNCINPEC) créé en 1981 par Norodom Sihanouk depuis son exil en Corée du Nord.

### Soutiens internationaux
En décembre 1981, Pol Pot et Nuon Chea décident de dissoudre le Parti communiste du Kampuchéa, afin selon eux de pouvoir « s'unir avec d'autres forces nationales ». Le Parti communiste du Kampuchéa est officiellement dissous le 6 décembre. Un nouveau parti, le Parti du Kampuchéa démocratique (PKD), est créé en 1982 pour être la vitrine politique des Khmers rouges ; il se présente comme un parti non plus communiste, mais « socialiste démocratique ». Cette mue politique n'apporte cependant que peu de bénéfices aux Khmers rouges et cette nouvelle orientation « démocratique » ne convainc pas grand monde au niveau international.
Les Khmers rouges bénéficient du soutien d'un ensemble de pays qui souhaitent chacun gêner le Viêt Nam et, indirectement, son protecteur soviétique. Les États-Unis, notamment, continuent de reconnaître le Kampuchéa démocratique comme gouvernement du Cambodge, pour marquer leur opposition à l'occupation vietnamienne soutenue par l'URSS, et s'allient pour l'occasion à la république populaire de Chine, à qui ils laissent carte blanche sur le problème cambodgien. La Chine fournit des armes aux Khmers rouges, tandis que les États-Unis et le Royaume-Uni apportent leur soutien à l'ensemble des mouvements de guérilla non communiste contre les Vietnamiens, par l'intermédiaire de la Thaïlande. Il y a des allégations de soutien des États-Unis aux Khmers rouges. Ceci est contesté par les historiens. Le journaliste Nate Thayer soutient que peu ou pas d'aide américaine aux insurgés cambodgiens atteignait en fait les Khmers rouges. Il déclare que « les États-Unis ont scrupuleusement évité toute implication directe dans l'aide aux Khmers rouges ». Selon une enquête du département d'État des États-Unis, très peu d'aide militaire est parvenue aux Khmers rouges. D'autre part, Noam Chomsky et Edward Herman, affirme que l'aide financière américaine aux Khmers rouges se serait montée à 84,5 millions de dollars entre 1980 et 1986. La Chine, les Occidentaux et l'Association des nations de l'Asie du Sud-Est contribuent à la concrétisation de l'alliance entre les Khmers rouges et les autres branches de la résistance antivietnamienne. Le 21 juin 1982 est créé à Kuala Lumpur le Gouvernement de coalition du Kampuchéa démocratique (GCKD), reconnu par l'ONU. Norodom Sihanouk prend la présidence de la coalition ; Khieu Samphân est quant à lui vice-président chargé des affaires étrangères et Son Sann, Premier ministre. Ieng Sary perd une grande partie de ses responsabilités au sein du mouvement, du fait de l'inimitié de Sihanouk à son égard et de son implication dans les massacres du Kampuchéa démocratique, qui le rend peu présentable au niveau international. Malgré l'accord, des heurts continuent à se produire sur le terrain entre les différentes factions de la coalition.
À partir de 1983, le gouvernement de Margaret Thatcher envoie les SAS, les forces spéciales britanniques, former les factions non-communistes du Gouvernement de coalition (FUCINPEC et FLNPK) aux technologies des mines terrestres, ce qui a été finalement rendu officiel par le gouvernement Major en 1991.

### Traque vietnamienne à la frontière thaïlandaise
En novembre 1984, la situation interne du Cambodge étant suffisamment stabilisée, les Vietnamiens entreprennent de nettoyer la frontière : jusqu'en avril 1985, des attaques aboutissent à chasser de leurs camps 250 000 réfugiés cambodgiens, qui s'installent dans des zones tenues par les différentes composantes de la guérilla. Plus de 55 000 personnes vivent ainsi dans les différentes zones frontalières sous contrôle khmer rouge, y compris à l'intérieur de la Thaïlande. La construction par les Vietnamiens et leurs alliés cambodgiens d'une zone défensive déboisée, surnommée « mur de bambou (en) » et truffée de mines antipersonnel, cause des dizaines de milliers de morts, victimes notamment du paludisme et des mines. L'aide internationale apportée aux réfugiés par les ONG bénéficie également aux Khmers rouges.
Le 2 septembre 1985, Pol Pot annonce sa retraite et laisse le commandement des forces armées à Son Sen, s'attribuant cependant la présidence d'un « Institut supérieur de défense nationale ». Les attributions de ce dernier poste officiel de Pol Pot sont floues, mais semblent indiquer que l'ancien secrétaire général du Parti communiste du Kampuchéa conserve la direction des troupes khmères rouges, qui tentent de reprendre le contrôle de l'ouest du Cambodge. Environ 10 000 hommes demeurent en effet sous le commandement de Pol Pot, qui opère depuis un camp situé en Thaïlande. Ta Mok dirige également 10 000 hommes, dans la région d'O Trao. Khieu Samphân et Ieng Sary commandent quant à eux des troupes dans la région de Battambang, également depuis le territoire thaïlandais.

### Début du processus de paix
En 1986, Mikhaïl Gorbatchev annonce la fin du soutien de l'URSS aux guerres et guérillas locales, dont l'occupation du Cambodge par le Viêt Nam ; le gouvernement vietnamien accélère alors le retrait de ses troupes du territoire cambodgien, déjà entamé plusieurs années auparavant. La situation pousse les différentes parties cambodgiennes à négocier, et en décembre 1987, le Premier ministre de la République populaire du Kampuchéa, Hun Sen, rencontre Norodom Sihanouk à Fère-en-Tardenois, en France. Les pourparlers traînent cependant durant des années et, en septembre 1989, après le départ officiel des troupes vietnamiennes, les Khmers rouges accentuent leurs attaques contre les troupes régulières cambodgiennes. En avril 1991, cependant, les partisans de Pol Pot rejoignent les négociations après avoir reçu le feu vert de la Chine. Au terme de plus d'une décennie de combats, toutes les factions politiques cambodgiennes signent les accords de Paris sur le Cambodge de 1991, prévoyant des élections libres et le désarmement des différentes factions en présence. Le Cambodge est placé sous le contrôle d'une Autorité provisoire des Nations unies au Cambodge (APRONUC) pour la période de transition. En novembre 1991, Khieu Samphân et Son Sen se rendent à Phnom Penh pour y inaugurer la mission du Parti du Kampuchéa démocratique, mais, sans que la police de Hun Sen intervienne, ils sont malmenés par une foule en furie, et doivent prendre la fuite,.

## Après les accords de paix

### Poursuite des hostilités
Malgré la signature des accords de Paris, les Khmers rouges ne désarment pas et violent plusieurs fois le cessez-le-feu en 1991 et 1992, allant jusqu'à enlever les chefs d'un camp de réfugiés, continuant de semer la terreur dans différentes régions où ils gagnent du terrain et s'en prenant toujours aux Vietnamiens de souche. Pol Pot prévoit, dans un plan confidentiel, de poursuivre l'« offensive stratégique » dans les campagnes. Le 2 septembre 1992, Sihanouk annonce que les élections auront lieu sans le PKD, qu'il conviendra d'« écarter ». Dix jours plus tard, il tente, avec Yasushi Akashi, responsable de l'Autorité provisoire des Nations unies au Cambodge (APRONUC), de rallier les Khmers rouges au processus de paix, mais n'obtient pas de résultat. Tout en maintenant l'existence du Parti du Kampuchéa démocratique, les Khmers rouges créent un nouveau parti pour les représenter, le Parti de l'unité nationale cambodgienne (en) - dirigé par Khieu Samphân et Son Sen - qui annonce son intention de participer aux élections prévues en mai 1993, mais néglige ensuite d'enregistrer ses candidatures et tente de saboter le scrutin. En janvier 1993, les Khmers rouges réaffirment leur intention de boycotter les élections. L'APRONUC renonce finalement à organiser le scrutin dans les zones sous leur domination. En 1993, les Khmers rouges contrôlent plus d'un demi-million de Cambodgiens, soit quatre fois plus qu'en 1991.

### Les Khmers rouges exclus du jeu politique
Même si contre toute attente, les élections tenues dans le reste du pays sont un succès pour la démocratie, une crise politique ne tarde pas à éclore. En effet, certains membres du Parti du peuple cambodgien (PPC) - l'ancien Parti révolutionnaire du peuple du Kampuchéa de la République populaire du Kampuchéa, arrivé en seconde position - dont l'un des fils de Sihanouk Norodom Chakrapong (en), menacent de faire sécession et de créer une république dissidente dans l'est du pays, où ils sont majoritaires. Norodom Sihanouk, entre-temps renommé chef de l'État par la nouvelle assemblée constituante, doit créer un système de « double gouvernement », chaque ministère étant chapeauté par deux ministres de deux camps politiques opposés. Le prince Norodom Ranariddh (FUNCINPEC et fils de Sihanouk) devient ainsi « premier Premier ministre », alors que Hun Sen (Parti du peuple cambodgien) est nommé « deuxième Premier ministre ». En septembre, la monarchie est rétablie et Sihanouk redevient roi. Les Khmers rouges restent cependant exclus, de leur propre fait, de la « réconciliation nationale ». Financés par le commerce du bois précieux et leurs accords d'exploitation minière avec des sociétés thaïlandaises (activités qui leur rapportent environ 200 millions de dollars par an), ils continuent la lutte armée tandis que les tensions entre les deux formations au pouvoir se multiplient. Le 6 juillet 1994, l'assemblée cambodgienne décrète les Khmers rouges « hors-la-loi » ; les deux Premiers ministres demandent à l'ONU l'instauration d'un tribunal spécial pour juger les dirigeants du Kampuchéa démocratique.

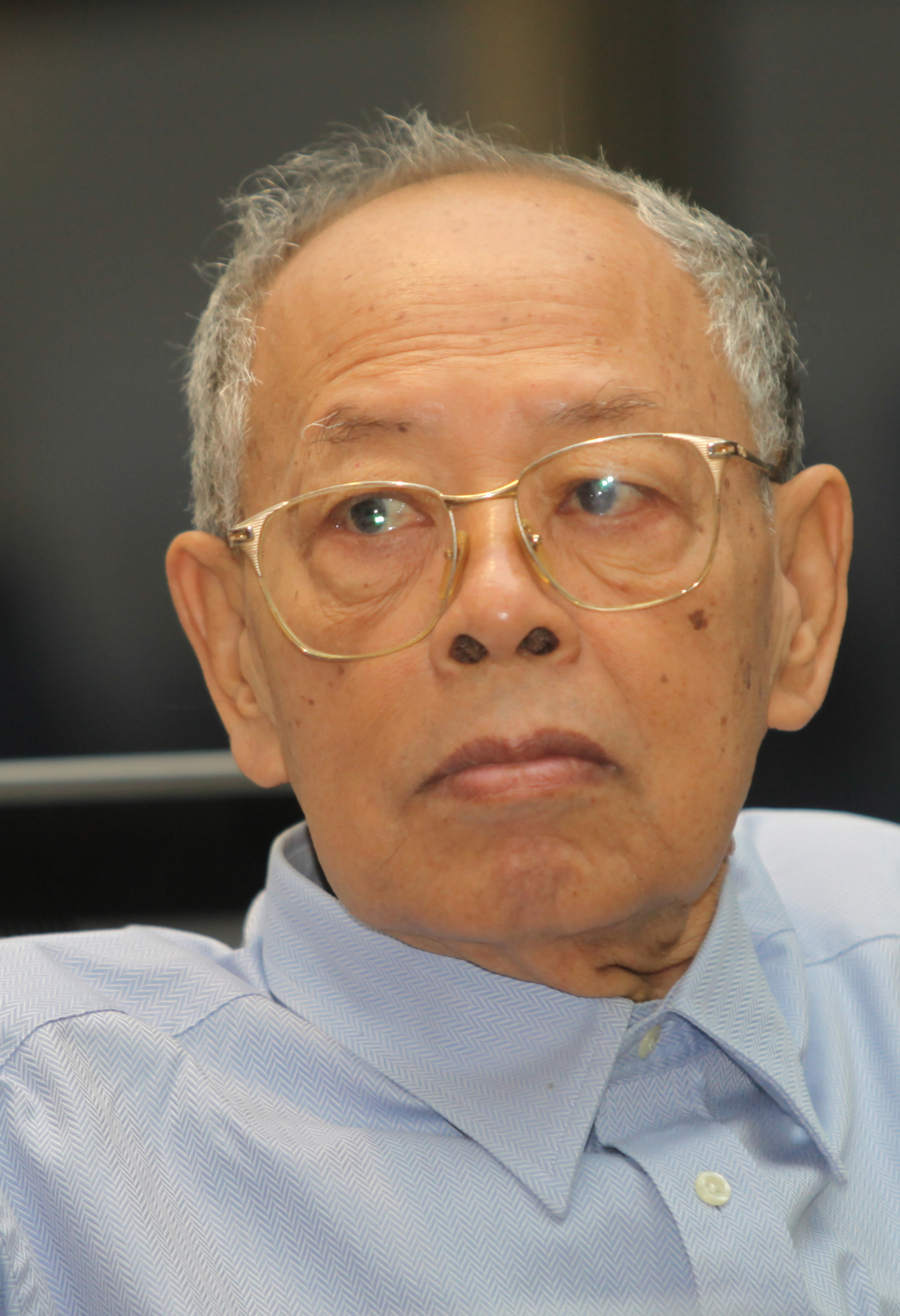
La défection d'Ieng Sary (« Frère numéro 3 ») a porté un coup fatal aux Khmers rouges en 1996.

Pol Pot demeure actif au sein du mouvement, mais il est physiquement très affaibli par de graves problèmes de santé. En septembre 1994, il aurait ordonné l'exécution des trois jeunes routards occidentaux capturés lors de l'attaque d'un train, après avoir en vain réclamé une rançon et l'abrogation du décret mettant ses partisans hors-la-loi.
En secret, le FUNCIPEC négocie le ralliement de la faction basée à Pailin, et dirigée par Ieng Sary, beau-frère de Pol Pot. Le 8 août 1996, Ieng Sary annonce sa rupture avec Pol Pot et, avec environ 4 000 hommes, se range dans le camp de Hun Sen. Ce dernier intègre les hommes d'Ieng Sary aux troupes gouvernementales, malgré l'hostilité de Sihanouk. La défection de Ieng Sary porte un coup décisif aux Khmers rouges qui, à la fin de l'année 1996, ont perdu presque toutes leurs bases de l'intérieur et se trouvent confinés sur une bande de jungle de quelques centaines de kilomètres carrés. Nuon Chea et Son Sen se voient reprocher la perte de leurs bases du sud, et sont privés de responsabilités. Pol Pot envisage alors un retour à l'action politique légale : les Khmers rouges annoncent la création de deux nouveaux partis politiques, un « Parti paysan » et un « Parti de la solidarité nationale » dirigé par Khieu Samphân. Mais le mouvement n'est plus en situation de revenir dans le jeu électoral.
Une partie des troupes khmères rouges, abandonnant leur idéologie et dénonçant leurs anciens chefs, se reconvertissent dans les affaires, voire le crime organisé, et continuent de détenir le pouvoir économique dans la région de Pailin, près de la frontière avec la Thaïlande. Ayant conservé leurs armes, ils bénéficient de la tolérance du gouvernement qui souhaite avant tout préserver la paix, et peuvent ainsi contrôler une « enclave » dans laquelle ils bâtissent ce que l'écrivain voyageur et grand reporter Olivier Weber qualifie d'« État-mafia »,

## Fin des Khmers rouges

### Chute de Pol Pot
En 1997, le général Nhiek Bun Chhay poursuit des négociations avec la faction khmère rouge basée à Anlong Veng, fidèle à Pol Pot, Ta Mok et Khieu Samphân. Dans le même temps, la tension entre le FUNCINPEC et le PPC atteint de tels sommets que plusieurs responsables du parti de Norodom Ranariddh décident de s'allier avec plusieurs autres partis, dont les Khmers rouges. Les contacts avec ces derniers se passent cependant fort mal : lorsque l'hélicoptère des négociateurs du FUNCINPEC se pose en zone khmère rouge, il est pris d'assaut, apparemment sur ordre de Pol Pot qui n'avait pas été informé de la raison de leur arrivée. Les quinze émissaires sont enfermés dans des cages de fer ; seuls quatre hommes survivent à leurs cinq mois de captivité. Des contacts directs sont finalement établis et, le 1er juin, Norodom Ranariddh rencontre Khieu Samphân pour convenir d'un front uni. Le FUNCINPEC commet alors l'erreur de préciser publiquement, sans en avoir référé auparavant à Khieu Samphân, que l'accord prévoit l'exil de Pol Pot, Ta Mok et Son Sen. La radio khmère rouge dément aussitôt l'accord. Sihanouk, de son côté, publie une déclaration affirmant qu'il exclut d'accorder son pardon à Pol Pot et Ta Mok, mais pas à Son Sen. Pol Pot se serait alors cru trahi par Son Sen et, le 10 juin, il fait exécuter ce dernier, ainsi que son épouse l'ancienne ministre Yun Yat, leur fils et neuf gardes du corps.
L'assassinat de Son Sen amène Ta Mok à craindre pour sa propre sécurité : le 11 juin, il prend les devants, rassemble ses troupes et réalise un coup de force contre Pol Pot, qui prend la fuite avec ses hommes, transporté dans un hamac car son état de santé ne lui permet pas de marcher. Les troupes de Pol Pot se dispersent, et lui-même est capturé le 18 juin. Le 28 juin, Khieu Samphân annonce la fin définitive du gouvernement khmer rouge, sa rupture avec Pol Pot et son soutien sans condition au gouvernement. La signature définitive de l'accord entre Khieu Samphân et Norodom Ranariddh est prévue pour le 6 juillet, afin d'intégrer les restes des Khmers rouges dans le front uni du FUNCINPEC ; mais, le 5 juillet, Hun Sen réalise un coup de force contre Ranariddh, et évince ce dernier du pouvoir.
Le 25 juillet 1997, lors d'une réunion publique, Pol Pot est condamné à la « prison à vie ». Gravement malade, il est dans les faits assigné à résidence. Ses trois commandants militaires sont exécutés. Ta Mok, désormais chef officiel des Khmers rouges, demeure en fait à la tête de quelques centaines d'hommes, qui se livrent apparemment au brigandage pour pouvoir survivre.

### Défaite finale
En 1998, les offensives dans la région des forces armées royales khmères disloquent encore un peu plus les troupes khmères rouges. Le district d'Along Veng, quartier général des Khmers rouges depuis 1994, est pris le 29 mars, grâce à la défection de l'un des commandants de Ta Mok. Ke Pauk se rend également, tandis que Ta Mok prend la fuite avec ses derniers fidèles. Le 15 avril, alors que l'armée cambodgienne arrive à portée de tir du dernier bastion khmer rouge, Pol Pot est préparé pour être emmené en Thaïlande. Il succombe cependant à une crise cardiaque avant de pouvoir être évacué, peut-être aidé à mourir par son médecin militaire thaïlandais.
Le 25 décembre 1998, Khieu Samphân et Nuon Chea sont livrés aux autorités cambodgiennes par l'armée thaïlandaise. Ils sont accueillis comme de hauts dignitaires au nom de la « réconciliation » nationale. Le Premier ministre cambodgien refuse cependant tout pardon à Ta Mok. Le 29 décembre, Khieu Samphân et Nuon Chea présentent leurs excuses pour les morts des années 1970 et déclarent « Les Khmers rouges, c'est fini ! ». L'ancienne zone khmère rouge de Pailin demeure dans les faits gérée par les hommes d'Ieng Sary qui, en échange de l'impunité, conservent leur autonomie. Khieu Samphân et Nuon Chea s'y installent, dans des conditions proches de la résidence surveillée.
Le 6 mars 1999, Ta Mok est à son tour capturé, livré par les militaires thaïlandais et incarcéré, ce qui met un point final à l'existence des Khmers rouges en tant que mouvement rebelle. Le 6 mai, un autre ancien haut responsable khmer rouge, Kang Kek Ieu alias Douch, l'ancien chef de la prison de Tuol Sleng, qui se cachait sous une fausse identité, est à son tour retrouvé et arrêté.

## Procédures judiciaires

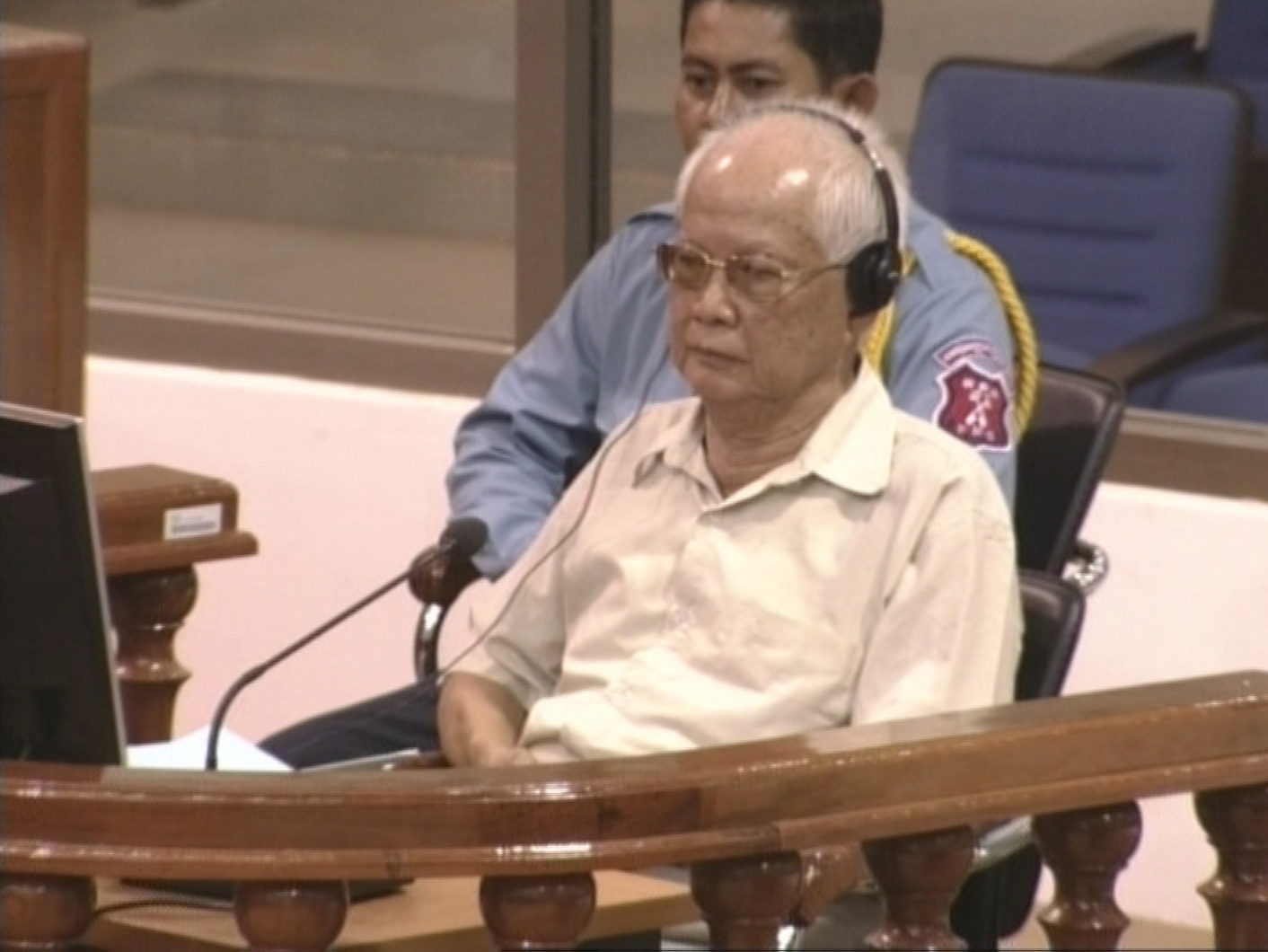
Khieu Samphân devant la cour.

Après de longues négociations, un accord entre l'ONU et le gouvernement de Phnom Penh a institué en 2003 un tribunal spécial pour juger les Khmers rouges, la Chambre extraordinaire au sein des tribunaux cambodgiens.
Ta Mok est mort en prison le 21 juillet 2006, avant d'avoir pu être jugé. Après des années d'impunité, Nuon Chea, Ieng Sary, son épouse Ieng Thirith et Khieu Samphân sont successivement arrêtés au cours de l'année 2007.
Cinq figures du mouvement ont été à ce jour[Quand ?] inculpées pour crimes contre l'humanité et crimes de guerre :
- Khieu Samphân, ancien président du Présidium d'État.
- Nuon Chea, « Frère numéro 2 », président de l'Assemblée nationale khmère rouge
- Ieng Sary, « Frère numéro 3 », vice-Premier ministre et ministre des Affaires étrangères
- Ieng Thirith, femme de Ieng Sary, ancienne ministre, accusée d'avoir organisé des purges du régime
- Kang Kek Ieu, alias « Douch », ancien directeur du centre de torture khmer rouge S-21[202]

Le procès en première instance de « Douch », ancien commandant du centre de torture et d'exécution de S-21 (ស-២១), installé dans le lycée Tuol Sleng (on estime de 15 000 à 17 000 le nombre des victimes des exécutions et des tortures pratiquées dans ce lieu), du 30 mars 2009 au 26 juillet 2010, a abouti à sa condamnation à 30 années de prison. Il a fait appel de sa condamnation ; le parquet a également fait appel, la peine étant inférieure aux quarante ans requis par le procureur.
Le fonctionnement du tribunal est émaillé d'incidents. Le premier procureur international, le Canadien Robert Petit, a démissionné en regrettant l'intervention des « autorités non judiciaires ». Des soupçons de corruption des juges cambodgiens ont bloqué un temps le versement du financement international au début de l'année 2009. Un nouvel incident oppose le nouveau procureur, William Smith, avec les autorités cambodgiennes depuis septembre 2009 sur l'extension des inculpations à de nouveaux suspects. Le Premier ministre cambodgien Hun Sen a pour sa part déclaré en 2010 ne pas envisager de poursuivre d'autres cadres Khmers rouges, ajoutant : « Nous devons penser à la paix au Cambodge ».
Le procès impliquant Nuon Chea, Khieu Samphân, Ieng Sary et Ieng Thirith s'est ouvert le 27 juin 2011,.
Le 3 février 2012, Douch est condamné en appel à la réclusion à perpétuité. Ieng Sary meurt le 14 mars 2013 à l'âge de 87 ans, avant que le tribunal ait pu décider de son sort ; son épouse Ieng Thirith, dont les facultés mentales se sont détériorées, probablement du fait de la maladie d'Alzheimer, est quant à elle écartée de la procédure dès septembre 2012, Nuon Chea et Khieu Samphân demeurant les seuls accusés,. En août 2014, Nuon Chea et Khieu Samphân sont tous deux condamnés pour crime contre l'humanité ; ils font appel du verdict, et demeurent par ailleurs inculpés de génocide pour le traitement des Chams et de la minorité vietnamienne.
En juin 2013, le parlement cambodgien adopte une loi punissant de deux ans de prison « tout individu qui ne reconnaît pas, qui minimise ou qui nie » les crimes des Khmers rouges.
Le 16 novembre 2018, la Chambre extraordinaire au sein des tribunaux cambodgiens a reconnu Nuon Chea coupable et responsable des crimes de génocides par meurtres collectifs à l'encontre des minorités cham et vietnamienne, entre 1977 et 1979, car « chargé de l'exécution des ordres donnés par Pol Pot ». Khieu Samphân, également jugé ce jour-là, a lui été reconnu coupable et responsable du crime de génocide par meurtres collectifs à l'encontre de la minorité vietnamienne. C'est la première fois depuis sa création en 2003 que le tribunal chargé de juger les Khmers rouges à Phnom Penh reconnaît d'anciens haut-dignitaires du régime comme responsable de crimes qualifiés de génocides. Le jugement portait sur la volonté de Nuon Chea et Khieu Samphân d'éliminer totalement ou partiellement ces minorités en raison de leur identité ethnique. Le Premier ministre cambodgien Hun Sen a une nouvelle fois exprimé son souhait d'arrêter les poursuites après ce verdict au nom de l'unité nationale. La défense a cependant indiqué vouloir faire appel de la décision du tribunal.
Le 4 août 2019, Nuon Chea meurt à l'Hôpital de l'Amitié Khmero-Soviétique de Phnom Penh à l'âge de 93 ans.

## Dirigeants et personnalités
Le bureau permanent du comité central des Khmers rouges (« Centre du Parti ») pendant qu'ils étaient au pouvoir était composé de :
- Pol Pot (Saloth Sâr), dit « Frère numéro 1 », le chef effectif du mouvement en tant que Premier ministre du Kampuchéa démocratique et secrétaire général du Parti communiste du Kampuchéa ;
- Nuon Chea, « Frère numéro 2 », président de l'Assemblée nationale khmère rouge ;
- So Phim, ancien chef de la résistance indépendantiste des Khmers issarak, à la fin des années 1940 ; victime en 1978 des purges qui frappèrent la zone Est dont il commandait les troupes ;
- Ieng Sary, « Frère numéro 3 », vice-Premier ministre et ministre des Affaires étrangères (beau-frère de Pol Pot) ;
- Son Sen, ministre de la Défense, exécuté en 1997 avec 11 membres de sa famille sur ordre de Pol Pot ;
- Ta Mok (Chhit Chhoeun), « Frère numéro 7 », chef militaire mort en prison ;
- Vorn Vet (Penh Tuork), vice-Premier ministre chargé de l'économie, exécuté en décembre 1978.

Le leadership des Khmers rouges a peu changé entre les années 1960 et le milieu des années 1990 :
- Khieu Samphân, président du Présidium d'État - soit chef de l'État - du Kampuchéa démocratique, chargé des relations internationales des Khmers rouges après 1979 ;
- Yun Yat, ministre de l'Éducation et de l'enseignement, femme de Son Sen, morte exécutée en 1997 avec toute sa famille ;
- Hu Nim, ministre de l'Information et de la Propagande, exécuté en juillet 1977 ;
- Ke Pauk, « Frère numéro 13 », ancien secrétaire de la zone nord, décédé ;
- Ieng Thirith, née Khieu Thirith, ministre de l'Action sociale, femme d'Ieng Sary et sœur de la première femme de Pol Pot ;
- Douch (Kang Kek Ieu), chef de la prison et centre de torture S-21, jugé par les Chambres extraordinaires au sein des tribunaux cambodgiens et condamné à la prison à perpétuité lors de son procès en appel le 3 février 2012.

D'autres anciens Khmers rouges ont occupé par la suite des postes à haute responsabilité dans les régimes qui ont suivi celui du Kampuchéa démocratique, tels Hun Sen (ancien commandant en second d'un régiment, devenu Premier ministre de la République populaire du Kampuchéa à partir de 1985 et toujours à la tête du pays), Heng Samrin (commandant de division, devenu ensuite le chef du gouvernement mis en place par l'armée vietnamienne en 1979, chef de l'État cambodgien jusqu'en 1991) ou Chea Sim (Secrétaire de district du Parti communiste du Kampuchéa, futur président de l'Assemblée nationale de 1981 à 1998, puis du sénat. Il est, à ce titre, chef de l'État par intérim lors des absences du roi : c'est notamment dans le cadre de cette fonction qu'il a promulgué, en 2004, les amendements nécessaires au fonctionnement des Chambres extraordinaires destinées à juger les Khmers rouges). Pen Sovan, membre des Khmers issarak, a rejoint les Khmers rouges durant la guerre civile cambodgienne, mais est ensuite retourné au Nord Viêt Nam en 1974, avant leur prise de pouvoir ; il a été brièvement, en 1981, Premier ministre de la République populaire du Kampuchéa.

## Idéologie
Aucun dirigeant notable n'a laissé de recueil d'écrits, ce qui peut rendre complexe l'identification des racines idéologiques précises du mouvement Khmer rouge.

### Influences extérieures
Presque la moitié du comité central du Parti communiste du Kampuchéa, noyau dirigeant des Khmers rouges, a été formée politiquement durant leur séjour en France, dans les années 1950, au plus fort de la période stalinienne. Les écrits de Karl Marx, de Lénine ont été étudiés au Cercle marxiste dirigé à l'époque par Ieng Sary, mais les œuvres de Staline et de Mao Zedong, que Pol Pot jugeait « faciles à comprendre » semblent avoir eu sur eux une influence également déterminante. Si la période française des dirigeants Khmers rouges semble avoir été importante pour eux, comme en témoignent de nombreuses références à la Révolution française, il n'est pas évident que la pratique et les discours du PCK aient de réelles racines françaises, à l'exception de l'admiration pour l'intransigeance de personnalités comme Robespierre. Pour Jean-Louis Margolin, « les dirigeants Khmers rouges étaient des praticiens bien plus que des théoriciens : ce sont les expériences de « socialisme réel » qui les passionnèrent vraiment ».
De leur première proximité idéologique avec le Parti communiste vietnamien de Hô Chi Minh, les Khmers rouges semblent avoir hérité la pratique du secret et de la dissimulation, ainsi que celle du front uni en tant que paravent politique (pratiquée, en l'occurrence, lors de leur alliance avec Sihanouk). Des contacts avec la Corée du Nord de Kim Il-sung, Pol Pot a peut-être retiré des enseignements en matière d'espionnage permanent, de purges politiques et le besoin omniprésent d'autarcie prôné par le Juche. L'idéologie des Khmers rouges se veut sans modèle, mais combine en fait une forme fondamentaliste de maoïsme (qu'ils appliquaient « avec créativité » selon l'expression de Pol Pot devant les dirigeants chinois) avec des idées égalitaristes radicales. Le rapprochement avec la Chine conduit à une imitation des techniques de réorganisation radicale du pays et de mobilisation de la population dans les tâches collectives observées sous le Grand Bond en avant ; la Révolution culturelle paraît avoir eu relativement peu d'échos directs chez les Khmers rouges, qui en reprennent cependant l'anti-intellectualisme et la négation de la culture.

### Influences internes
L'historien David Alexander Ablin rappelle que d'habitude, les révolutions renversent des systèmes, mais dans le même temps certains aspects du régime prérévolutionnaire perdurent. Dans le cas du Cambodge, d'après lui, la persistance de certaines attitudes du passé liée à quelques éléments extérieurs a en partie fait que la révolution s'est transformée en échec pour ceux qui l'avaient initiée et en cauchemar pour tous les autres qui vont la vivre. Ce désastre sera notamment dû au comportement incohérent et impitoyable des révolutionnaires et à l'inimitié des dirigeants envers les Vietnamiens.
Une autre raison de cet échec sera la réticence d'une partie importante de la population à accepter les bouleversements qu'on voulait leur imposer. Beaucoup seront consternés par le coût humain. Des centaines de milliers de Cambodgiens prendront néanmoins le risque de suivre la révolution quelque temps avant de rebrousser chemin alors que des dizaines de milliers d'autres resteront fidèles à ces idéaux. Mais beaucoup le payeront de leur vie.
Concernant l'idéologie mise en œuvre, plusieurs aspects des modèles prérévolutionnaires seront conservés. Certains allaient faciliter l'implantation de la révolution alors que d'autres vont être des freins à son développement. Le premier est le passé glorieux de l'empire angkorien dont le Cambodge se veut l'héritier ; le second est la spécificité de la race khmère qu'il faut préserver coûte que coûte ; et enfin le troisième la haine du Vietnamien qui sera souvent vu comme un obstacle à l'accomplissement du second point. Une autre continuité allait être que contrairement au discours officiel, le pouvoir restait concentré entre les mains d'un groupe restreint de personnes. Dans son souci de lutter contre le culte de la personnalité qui d'après lui avait corrompu les régimes précédents, le Parti communiste du Kampuchéa allait prôner une direction collective et laisser ses véritables leaders agir cachés. Toutefois, sa manière de procéder, avec son refus de toute contestation ou idée qui ne viendrait pas de ses dirigeants et le fait de n'avoir à rendre de compte à quiconque donnait tous les signes d'un pouvoir dictatorial. Rapidement, frère numéro un (Pol Pot) et frère numéro deux (Nuon Chea) se confondront totalement avec l'Angkar អង្ការ (« l'organisation »).
Un autre point commun entre Sihanouk, Lon Nol et les quelques personnes qui vont présider aux destinées du Kampuchéa démocratique était de paraître comme un nouveau type de dirigeant – un roi citoyen, un chef d'État non monarchique ou un clan de camarades qui exercent le pouvoir. Aucun d'entre eux n'estimait avoir de compte à rendre à des mentors, des modèles étrangers ou aux dirigeants précédents.
Enfin, il semble que le séjour à la fin des années 1960 des principaux cadres du Parti communiste du Kampuchéa parmi les peuplades du nord-est cambodgien ait également eu une influence non négligeable sur l'idéologie khmère rouge. Pol Pot et Ieng Sary affirmeront plus tard s'être inspirés de ces gens qui n'avaient ni propriété privée, ni marché, ni argent et dont le mode de vie semblait correspondre à la phase primitive de l'évolution sociale énoncée dans les préceptes du marxisme. Entre 1968 et 1970, des centaines de membres de ces tribus, essentiellement des Jaraï et des Tampuan, furent recrutés par la guérilla. S'exprimant à Phnom Penh en 1976, Ieng Sary louait ces minorités ethniques loyales envers la révolution, peu intéressées par le commerce et vouant une haine féroce aux classes dirigeantes.

## Uniforme

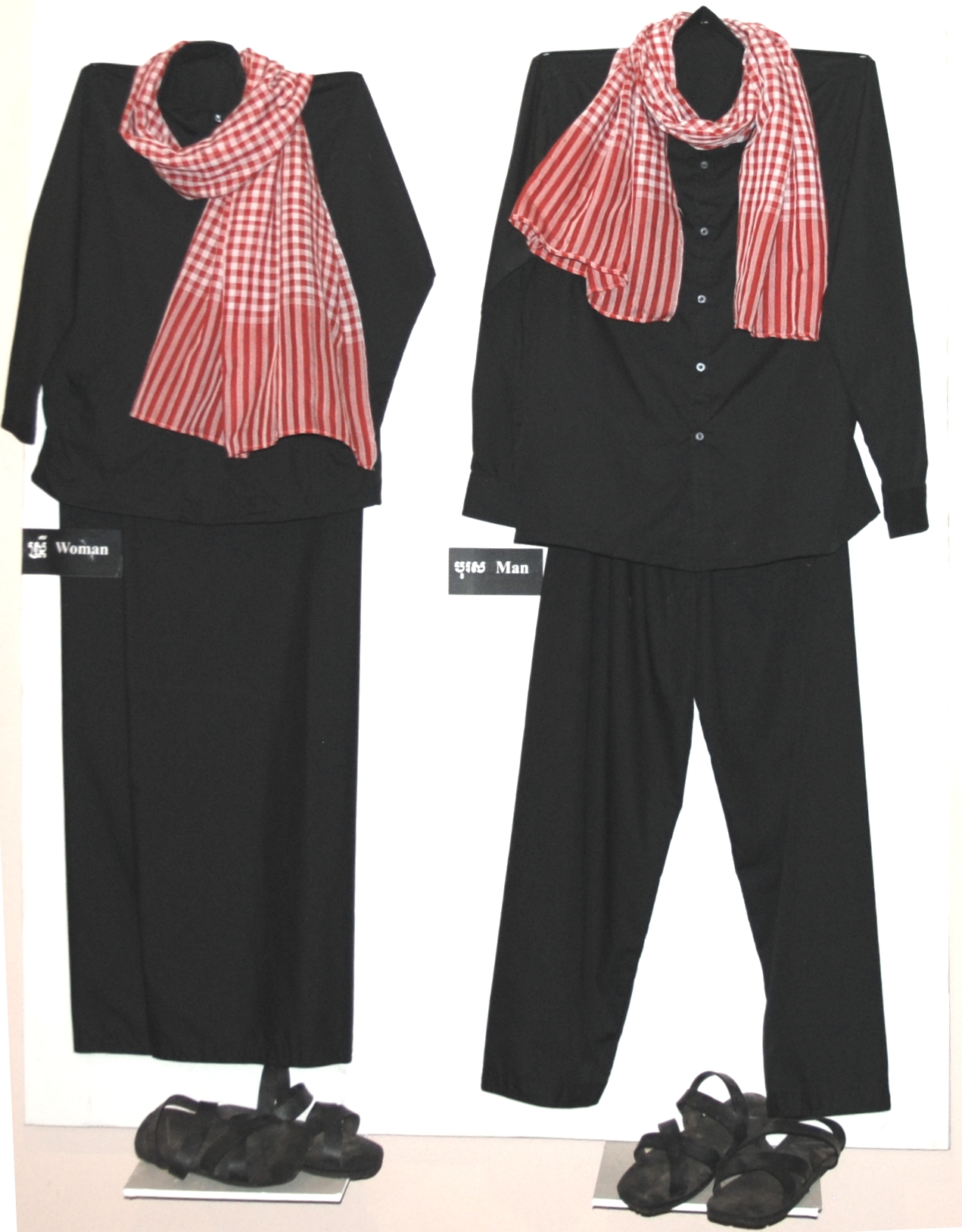
Uniformes des Khmers rouges, noirs avec krama.